# Liste der Kulturdenkmale in Schönefeld-Abtnaundorf (L–Z)
Die Liste der Kulturdenkmale in Schönefeld-Abtnaundorf enthält die Kulturdenkmale des Leipziger Ortsteils Schönefeld-Abtnaundorf, die in der Denkmalliste vom Landesamt für Denkmalpflege Sachsen mit Stand 2017 erfasst wurden und die Kulturdenkmale der Stadtteile Schönefeld und Abtnaundorf darstellen.
Aus Platzgründen ist diese Liste geteilt. In dieser Liste sind die Kulturdenkmale in den Straßen mit den Anfangsbuchstaben A–K erfasst. Die Kulturdenkmale in den Straßen L–Z sind in der Liste der Kulturdenkmale in Schönefeld-Abtnaundorf (A–K) aufgeführt.

## Legende
- Bild: Bild des Kulturdenkmals, ggf. zusätzlich mit einem Link zu weiteren Fotos des Kulturdenkmals im Medienarchiv Wikimedia Commons. Wenn man auf das Kamerasymbol klickt, können Fotos zu Kulturdenkmalen aus dieser Liste hochgeladen werden:
- Bezeichnung: Denkmalgeschützte Objekte und ggf. Bauwerksname des Kulturdenkmals
- Lage: Straßenname und Hausnummer oder Flurstücknummer des Kulturdenkmals. Die Grundsortierung der Liste erfolgt nach dieser Adresse. Der Link (Karte) führt zu verschiedenen Kartendiensten mit der Position des Kulturdenkmals. Fehlt dieser Link, wurden die Koordinaten noch nicht eingetragen. Sind diese bekannt, können sie über ein Tool mit einer Kartenansicht einfach nachgetragen werden. In dieser Kartenansicht sind Kulturdenkmale ohne Koordinaten mit einem roten bzw. orangen Marker dargestellt und können durch Verschieben auf die richtige Position in der Karte mit Koordinaten versehen werden. Kulturdenkmale ohne Bild sind an einem blauen bzw. roten Marker erkennbar.
- Datierung: Baubeginn, Fertigstellung, Datum der Erstnennung oder grobe zeitliche Einordnung entsprechend des Eintrags in der sächsischen Denkmaldatenbank
- Beschreibung: Kurzcharakteristik des Kulturdenkmals entsprechend des Eintrags in der sächsischen Denkmaldatenbank, ggf. ergänzt durch die dort nur selten veröffentlichten Erfassungstexte oder zusätzliche Informationen
- ID: Vom Landesamt für Denkmalpflege Sachsen vergebene, das Kulturdenkmal eindeutig identifizierende Objekt-Nummer. Der Link führt zum PDF-Denkmaldokument des Landesamtes für Denkmalpflege Sachsen. Bei ehemaligen Kulturdenkmalen können die Objektnummern unbekannt sein und deshalb fehlen bzw. die Links von aus der Datenbank entfernten Objektnummern ins Leere führen. Ein ggf. vorhandenes Icon  führt zu den Angaben des Kulturdenkmals bei Wikidata.

## Liste der Kulturdenkmale in Schönefeld-Abtnaundorf
| Bild                                    | Bezeichnung | Lage                                                                                            | Datierung                                                                                            | Beschreibung | ID       |
| --------------------------------------- | --- | ----------------------------------------------------------------------------------------------- | --- | --- | -------- |
|                                         | Handschwengelpumpe mit Brunnenschacht und Abdeckplatte | Lazarusstraße (Karte)                                                                           | vor 1905 (Handschwengelpumpe)                                                                        | vor Nummer 24, ortsgeschichtlich von Bedeutung | 09294856 |
|                                         | Mietshaus in offener Bebauung und in Ecklage | Lazarusstraße 1 (Karte)                                                                         | nach 1880 (Mietshaus)                                                                                | historisierende Putzfassade, baugeschichtlich von Bedeutung | 09260090 |
|                                         | Mehrfamilienhäuser einer Wohnanlage | Lazarusstraße 1a; 1b (Karte)                                                                    | bezeichnet 1930 (Doppelmietshaus)                                                                    | zeittypische Putzfassade mit Porphyrreliefs über den Eingängen, farbige Treppenhausfenster, kleine Wohnanlage mit Lazarusstraße 1c und Theklaer Straße 7/9, baugeschichtlich von Bedeutung | 09260043 |
|                                         | Mehrfamilienhaus einer Wohnanlage, mit seitlicher Einfriedung | Lazarusstraße 1c (Karte)                                                                        | 1930 (Mehrfamilienwohnhaus)                                                                          | zeittypische Putzfassade, Tierplastik an einer Hauskante, kleine Wohnanlage mit Lazarusstraße 1a/b und Theklaer Straße 7/9, baugeschichtlich von Bedeutung | 09260042 |
|                                         | Doppelmietshaus in geschlossener Bebauung | Lazarusstraße 2; 4 (Karte)                                                                      | um 1910 (Doppelmietshaus)                                                                            | Putzfassade, bleiverglaste Treppenhausfenster, Reformstil-Architektur, baugeschichtlich von Bedeutung | 09260089 |
|                                         | Mietshaus in halboffener Bebauung | Lazarusstraße 5 (Karte)                                                                         | um 1885 (Mietshaus)                                                                                  | historisierende Putzfassade, baugeschichtlich von Bedeutung | 09260086 |
|                                         | Mietshaus in geschlossener Bebauung | Lazarusstraße 6 (Karte)                                                                         | um 1910 (Mietshaus)                                                                                  | Putzfassade, farbig verglaste Treppenhausfenster, Schablonenmalerei im Innern, Reformstil-Architektur, baugeschichtlich von Bedeutung | 09260088 |
|                                         | Mietshaus in halboffener Bebauung | Lazarusstraße 7 (Karte)                                                                         | um 1880 (Mietshaus)                                                                                  | historisierende Putzfassade, baugeschichtlich von Bedeutung | 09260085 |
|                                         | Doppelmietshaus in geschlossener Bebauung | Lazarusstraße 8; 10 (Karte)                                                                     | um 1910 (Doppelmietshaus)                                                                            | Putzfassade, farbig verglaste Treppenhausfenster, Schablonenmalerei im Innern, Reformstil-Architektur, baugeschichtlich von Bedeutung | 09260087 |
|                                         | Mietshaus in geschlossener Bebauung | Lazarusstraße 12 (Karte)                                                                        | um 1930 (Mietshaus)                                                                                  | zeittypische Putzfassade mit Klinkergliederung, spätere Ergänzung zu einem Doppelhaus mit Nummer 14, baugeschichtlich von Bedeutung | 09260084 |
|                                         | Mietshaus in halboffener Bebauung (bauliche Einheit mit Nr. 15) | Lazarusstraße 13 (Karte)                                                                        | um 1890 (Mietshaus)                                                                                  | historisierende Putzfassade, geätzte Treppenhausfenster, baugeschichtlich von Bedeutung | 09260082 |
|                                         | Mietshaus in geschlossener Bebauung | Lazarusstraße 14 (Karte)                                                                        | um 1915 (Mietshaus)                                                                                  | Putzfassade, Reformstil-Architektur, bildet eine Art Doppelhaus mit Nummer 12 (jüngerer Ergänzungsbau), baugeschichtlich von Bedeutung | 09260083 |
|                                         | Mietshaus in halboffener Bebauung (bauliche Einheit mit Nr. 13) | Lazarusstraße 15 (Karte)                                                                        | um 1890 (Mietshaus)                                                                                  | historisierende Putzfassade, baugeschichtlich von Bedeutung | 09260081 |
|                                         | Doppelmietshaus in geschlossener Bebauung | Lazarusstraße 16; 18 (Karte)                                                                    | 1914–1915 (Nummer 18, Mietshaus), 1915–1916 (Nummer 16, Mietshaus)                                   | Putzfassade, Reformstil-Architektur, baugeschichtlich von Bedeutung Straßentypisch nur dreistöckig wurde das Doppelwohnhaus erbaut, mit einem mittig angeordneten größeren Zwerchhaus, hinter dem sich je Gebäudehälfte eine Wohnung befand. In allen anderen Etagen waren pro Haus jeweils zwei Mieteinheiten vorgesehen (noch AWC). Als Bauherr fungierte Baumeister und Maurermeister Richard Max Hauschild, als entwerfender Architekt Karl Feistel (Nummer 16) sowie der Architekt Heinrich Lindemann für Nummer 18 und als bauleitend Ausführender der Maurermeister Bernhard Oehlert. Wegen der Verpflichtung zu einer Ausführung „nach einheitlichem Plan“ wirkt das Gebäude wie aus einem Guss, entstand jedoch in zwei Phasen von April 1914 bis März 1915 (Nummer 18) und von April 1915 bis Ende Mai 1916 (Nummer 16). Sanierung und der weitere Dachgeschossausbau lagen 1998/1999 in einer Hand. Neobarocken Stuckdekor besitzen lediglich die Dreiecksverdachungen der Hauseingänge, ansonsten lockern unterschiedliche Putzstrukturen die strenge Fassade auf. Bedauerlich ist der Verputz des ehemaligen Sichtklinkersockels, der einen wichtigen Farbkontrast zum rotfarbigen Ziegeldach, dem mit Sicherheit farbig bemalten Traufkasten und der einfarbigen Fassadenfassung hergestellt hatte. Teile der Ausstattung sind erhalten. Das Doppelhaus im geschlossenen Straßenzug besitzt einen baugeschichtlichen Wert. LfD/2017 | 09306216 |
|                                         | Mietshaus (mit zwei Hausnummern) in halboffener Bebauung und in Ecklage | Lazarusstraße 19; 19a (Karte)                                                                   | um 1895 (Mietshaus)                                                                                  | ehemals mit Eckladen, Klinkerfassade, Schablonenmalerei im Innern, Eckgebäude zu einer projektierten Straße, baugeschichtlich von Bedeutung | 09260079 |
|                                         | Mietshauszeile in halboffener Bebauung | Lazarusstraße 20; 22; 24; 26 (Karte)                                                            | um 1930 (Mietshaus)                                                                                  | zeittypische Putzfassade mit Klinkergliederung, in gleicher Gestaltung wie Lazarusstraße 12, baugeschichtlich von Bedeutung | 09260080 |
|                                         | Mietshaus in geschlossener Bebauung | Lazarusstraße 21 (Karte)                                                                        | um 1890 (Mietshaus)                                                                                  | Klinkerfassade, geätzte Treppenhausfenster, baugeschichtlich von Bedeutung | 09260078 |
|                                         | Mietshaus in geschlossener Bebauung | Lazarusstraße 23 (Karte)                                                                        | um 1885 (Mietshaus)                                                                                  | mit Tordurchfahrt und Laden, historisierende Putzfassade, baugeschichtlich von Bedeutung | 09260075 |
|                                         | Mietshaus in geschlossener Bebauung | Lazarusstraße 27 (Karte)                                                                        | um 1890 (Mietshaus)                                                                                  | ehemals mit Laden, Klinkerfassade, Schablonenmalerei im Eingangsbereich, baugeschichtlich von Bedeutung | 09260073 |
| Direkt Bild zu diesem Denkmal hochladen | Mietshaus in geschlossener Bebauung und in Ecklage | Lazarusstraße 29 (Karte)                                                                        | um 1890 (Mietshaus)                                                                                  | mit Gaststätte, Klinkerfassade, baugeschichtlich von Bedeutung | 09260072 |
|                                         | Mietshaus in halboffener Bebauung; | Lazarusstraße 34 (Karte)                                                                        | um 1912 (Mietshaus)                                                                                  | Mietshaus in halboffener Bebauung; Putzfassade, bleiverglaste Treppenhausfenster, Reformstil-Architektur, baugeschichtlich von Bedeutung | 09260077 |
|                                         | Mietshaus in geschlossener Bebauung und in Ecklage | Lazarusstraße 36; 38 (Karte)                                                                    | um 1930 (Doppelmietshaus)                                                                            | Doppelmietshaus in geschlossener Bebauung; Putzfassade, bleiverglaste Treppenhausfenster, baugeschichtlich von Bedeutung | 09260076 |
|                                         | Mietshaus in halboffener Bebauung | Lazarusstraße 40 (Karte)                                                                        | bez. 1914 (Mietshaus)                                                                                | Mietshaus in halboffener Bebauung; Putzfassade, bleiverglaste Treppenhausfenster, Reformstil-Architektur, baugeschichtlich von Bedeutung | 09260074 |
| Direkt Bild zu diesem Denkmal hochladen | Parkanlage (Anschrift: Mariannenpark, ohne Hausnummer) mit Sportplätzen (Anschrift: Adenauerallee 7 und 9) und mit Treppenanlage des Rosengartens | Mariannenpark (Karte)                                                                           | 1913–1916 (Parkanlage)                                                                               | Parkanlage mit historischem Wegenetz, Allee, Baumgruppen und Rodelbahn, baugeschichtlich, ortsgeschichtlich und gartenkünstlerisch von Bedeutung [Störelement: Neubau Schönefelder Allee 23a] | 09260346 |
| Direkt Bild zu diesem Denkmal hochladen | Wohnhaus in offener Bebauung, mit winkelförmigem Nebengebäude, Toreinfahrt, Einfriedung und Brunnen an der Einfriedungsmauer am Haus | Mariannenpark 1 (Karte)                                                                         | um 1930 (Wohnhaus)                                                                                   | eingeschossiger Putzbau im Heimatstil, Gärtnerhaus des Mariannenparks, baugeschichtlich von Bedeutung | 09260364 |
| Weitere Bilder                          | Handschwengelpumpe mit Brunnenschacht und Abdeckplatte | Ossietzkystraße (Karte)                                                                         | vor 1905 (Handschwengelpumpe)                                                                        | Typ Delphin, ortsgeschichtlich von Bedeutung | 09264372 |
|                                         | Gesellschaftshaus in halboffener Bebauung, mit rückwärtigem Saalanbau und seitlicher Toranlage | Ossietzkystraße 1 (Karte)                                                                       | um 1860, später überformt (Gasthof), 1883 (Saal)                                                     | zeittypische Putzfassade, alter Gasthof, ortsgeschichtlich und baugeschichtlich von Bedeutung | 09260032 |
|                                         | Mietshaus in geschlossener Bebauung | Ossietzkystraße 2 (Karte)                                                                       | um 1890 (Mietshaus)                                                                                  | mit Tordurchfahrt und Laden, Klinkerfassade mit Putzgliederung, baugeschichtlich von Bedeutung | 09260050 |
|                                         | Mietshaus in geschlossener Bebauung | Ossietzkystraße 4 (Karte)                                                                       | um 1910 (Mietshaus)                                                                                  | Putzfassade, Fachwerkgiebel, Reformstil-Architektur, baugeschichtlich von Bedeutung | 09260051 |
|                                         | Mietshaus in offener Bebauung | Ossietzkystraße 10 (Karte)                                                                      | um 1895 (Mietshaus)                                                                                  | mit Laden, Klinkerfassade, baugeschichtlich von Bedeutung | 09260052 |
|                                         | Mietshaus in geschlossener Bebauung | Ossietzkystraße 16 (Karte)                                                                      | um 1870 (Mietshaus)                                                                                  | mit Laden, historisierende Putzfassade, baugeschichtlich von Bedeutung | 09260053 |
|                                         | Mietshaus in geschlossener Bebauung | Ossietzkystraße 17 (Karte)                                                                      | um 1870 (Mietshaus)                                                                                  | mit Hausdurchgang und Laden, hübsche Putzfassade, originale Ladenzone, baugeschichtlich von Bedeutung | 09260287 |
|                                         | Ehemaliges Stiftsgebäude, heute Klinik, mit Vorgarten und Nebengebäude im Hof | Ossietzkystraße 18 (Karte)                                                                      | um 1895 (Stift)                                                                                      | zweigeschossiges Gebäude mit Seitenrialist und Giebel, repräsentative Klinkerfassade mit Sandsteingliederung, im Stil des Historismus, ortshistorisch und baugeschichtlich von Bedeutung | 09260055 |
|                                         | Mietshaus in geschlossener Bebauung | Ossietzkystraße 19 (Karte)                                                                      | bezeichnet 1906 (Mietshaus)                                                                          | mit Tordurchfahrt und Laden, zeittypische Klinkerfassade mit Kunststeingliederung, bleiverglaste Treppenhausfenster, baugeschichtlich von Bedeutung | 09260288 |
|                                         | Wohnhaus in offener Bebauung, mit Einfriedung und Toreinfahrt | Ossietzkystraße 20 (Karte)                                                                      | 1883–1884 (Wohnhaus)                                                                                 | reduzierte Putzfassade, ehemaliges Armenhaus, errichtet als Stiftsgebäude von der Kinderbewahranstalt Schönefeld, ortsentwicklungsgeschichtlich von Bedeutung Als „ein Stiftsgebäude …, zur Unterbringung und Unterhaltung alter, armer, … Leute“ entstand das weit von der heutigen Straßenflucht zurückgesetzt stehende, zweigeschossige Wohnhaus zwischen März 1883 (Bauantrag) und Mai 1884 (Anzeige Fertigstellung und Schlussprüfung) im Auftrag des Vereins Die Kinderbewahranstalt. Es unterzeichneten für den gemeinnützig orientierten, im Juni 1877 gegründeten Verein der Verwaltungsrat Ludwig Rothe sowie Ernst Bergmann als Protokollant. Beauftragt wurde der Leipziger Architekten Max Bösenberg, der neben den Entwurfszeichnungen auch Ausführung und Bauleitung übernahm. Erst 1874 hatte sich Bösenberg in seiner Geburtsstadt Leipzig als selbständiger Architekt niedergelassen, er gehört bis heute zu den bedeutendensten und bekanntesten Architekten der Messestadt. 1992 kam der Antrag zur Einrichtung einer Vierraumwohnung unterm Dach zur Einreichung und 1998 sollte die Rückfront einen neuen Farbanstrich erhalten. Das verputzte Gebäude über Zyklopmauerwerksockel ist der rahmenden Fensterfaschen beraubt, dem Mittelrisalit fehlt das abschließende Giebelkreuz auf dem kleinen Zwerchhausgiebel. Ein Satteldach, ehemals mit Schieferdeckung, schließt das Gebäude ab, zum Erscheinungsbild des Grundstücks trägt auch die Einfriedung bei. Neben dem sozialgeschichtlichen Wert, dem baugeschichtlichen Aspekt ist das Haus auch personengeschichtlich von Interesse: es ergänzt die Reihe der bislang bekannten von Max Bösenberg entworfenen Gebäude und zeigt mit dem Bau des Armenhauses einen neuen interessanten Aspekt in seinem Œuvre. Sinnfällig ergänzt das dereinst wohltätigen Zwecken gewidmete Gebäude das Ensemble Kirchgemeindehaus und Kindergarten in Nähe von Kirche, Schloß und Kaiserlichem Postamt. LfD/2016, 2017 | 09260056 |
|                                         | Kirchgemeindehaus in offener Bebauung, mit Einfriedung | Ossietzkystraße 22 (Karte)                                                                      | Ende 19. Jh. (Gemeindehaus)                                                                          | Putzfassade, ortsgeschichtlich von Bedeutung | 09260057 |
|                                         | Ehemaliges Diakonat in offener Bebauung, mit Einfriedung | Ossietzkystraße 24 (Karte)                                                                      | 1. Hälfte 19. Jh. (Diakonat)                                                                         | einfacher Putzbau, ortsgeschichtlich von Bedeutung | 09260058 |
|                                         | Mietshaus in halboffener Bebauung, mit Einfriedung, Pforte, Vorgarten und Hinterhaus | Ossietzkystraße 30 (Karte)                                                                      | um 1895 (Mietshaus)                                                                                  | Vorderhaus mit Hausdurchgang und zeittypischer Klinkerfassade, geätzte Treppenhausfenster, baugeschichtlich von Bedeutung | 09260060 |
|                                         | Mietshaus in geschlossener Bebauung | Ossietzkystraße 32 (Karte)                                                                      | um 1905 (Mietshaus)                                                                                  | mit Tordurchfahrt, Putzfassade mit Erker, baugeschichtlich von Bedeutung | 09260061 |
|                                         | Mietshaus in ehemals geschlossener Bebauung | Ossietzkystraße 33 (Karte)                                                                      | um 1905 (Mietshaus)                                                                                  | Putzfassade, Porphyrgewände, Zwerchhausgiebel in Fachwerk, Erker, baugeschichtlich von Bedeutung | 09260157 |
|                                         | Postgebäude in halboffener Bebauung und in Ecklage | Ossietzkystraße 35 (Karte)                                                                      | bezeichnet 1905 (Post)                                                                               | zeittypische Putzfassade mit Erkern und Sitznischenportal, im Stil der deutschen Neorenaissance, baugeschichtlich und ortsgeschichtlich von Bedeutung | 09260158 |
|                                         | Rathaus | Ossietzkystraße 37 (Karte)                                                                      | 1904–1905 (Rathaus)                                                                                  | malerisch gestalteter Putzbau mit Freitreppe, zwei Erkern und Turm, architekturgeschichtlich bedeutsamer Verwaltungsbau mit Bedeutung für die Ortsentwicklungsgeschichte, im Zusammenhang mit dem Ensemble Schloss und Kirche mit städtebaulich wichtiger Funktion, Architekt: Fritz Drechsler, baukünstlerisch von Bedeutung | 09260160 |
| Weitere Bilder                          | Pfarrhaus in offener Bebauung, mit Pfarrgarten, Gartenpavillon, Einfriedungsmauer, seitliche Toreinfahrt (mit Pforte) und Heiste vor dem Haus | Ossietzkystraße 39 (Karte)                                                                      | um 1820, später überformt (Pfarrhaus)                                                                | Pfarrhaus Putzfassade mit Zwerchhäusern im Dach und schönem Portal, hölzerner Pavillon im Garten, Toranlage mit Sandsteinpfeilern, baugeschichtlich und ortsgeschichtlich von Bedeutung; Gedächtniskirche Schönefeld | 09260161 |
| Direkt Bild zu diesem Denkmal hochladen | Einzeldenkmale o. g. Sachgesamtheit: drei Wirtschaftsgebäude eines Rittergutes (siehe auch Sachgesamtheitsdokument – Obj. 09304011, Zeumerstraße 1, 2) | Ossietzkystraße 41 (Karte)                                                                      | um 1800 (Wirtschaftsgebäude)                                                                         | verputzte Ziegelbauten mit Sandsteingliederung, an der Giebelseite des straßenseitigen Gebäudes zwei Säulen (wohl ehemals Schmiede), ursprünglich Teil des Rittergutes Schönefeld, ortsgeschichtlich von Bedeutung | 09260178 |
|                                         | Wohnhaus in offener Bebauung | Ossietzkystraße 54 (Karte)                                                                      | um 1800 (Wohnhaus)                                                                                   | eingeschossiger Putzbau mit Krüppelwalmdach und Zwerchhausgiebel, ortsentwicklungsgeschichtlich und sozialgeschichtlich von Bedeutung | 09260155 |
|                                         | Mietshaus in offener Bebauung | Ossietzkystraße 58 (Karte)                                                                      | nach 1870 (Mietshaus)                                                                                | mit Tordurchfahrt, historisierende Putzfassade, baugeschichtlich von Bedeutung | 09260156 |
| Direkt Bild zu diesem Denkmal hochladen | Innenausstattung einer Kath. Pfarrkirche | Ossietzkystraße 60 (Karte)                                                                      | 1970–1976 (Kirchenausstattung)                                                                       | Altar von dem Künstler Friedrich Press (1904–1990) sowie geschnitzte Kreuzwegstationen der älteren Ausstattung, künstlerisch und religionsgeschichtlich von Bedeutung | 09261084 |
| Direkt Bild zu diesem Denkmal hochladen | Wohnhaus eines Mühlenanwesen | Ossietzkystraße 70 (Karte)                                                                      | nach 1813 (Wohnhaus)                                                                                 | Bestandteil des alten Schönefelder Mühlgutes, Putzfassade mit Mansarddach, ortsgeschichtlich von Bedeutung | 09260163 |
| Weitere Bilder                          | Mietshaus in geschlossener Bebauung und in Ecklage | Paul-Heyse-Straße 1 (Karte)                                                                     | 1910–1911 (Mietshaus)                                                                                | mit Läden, Putzfassade, zwei Kastenerker, Reformstil-Architektur, baugeschichtlich von Bedeutung Paul-Heyse-Straße 1, 3, 5, Ortsteil Schönefeld-Abtnaundorf. Im Februar 1910 stellte der in Schönefeld ansässige Baumeister und Architekt Friedrich Wilhelm Max Linke jeweils eigene Bauanträge für die drei Mietshäuser an der Planstraße A, der späteren Nostitz-Wallwitz-Straße. In der Person Linke verschmolzen auch Bauherr und Ausführender, aus diesem Grund bedeutete die baupolizeiliche Forderung zur Bildung einer Hofgemeinschaft „für alle Zeiten“ keinerlei Umstände. Schwierigkeiten bereitete hingegen der für eine Hausmannswohnung vorgesehene Dachgeschossausbau bei Nummer 5 – sie wurde vom gesundheitspolizeilichen Standpunkt „mit Rücksicht auf die in Schönefeld bestehende große Wohndichte“ zunächst abgelehnt. Hingegen befürwortete der Gemeindevorstand beispielsweise die Einrichtung einer Dachgeschosswohnung im Eckhaus, da sie „überdies eine geschmackvolle Ausbildung der Fassade“ ermögliche. Die Fertigstellung der Häuser fällt in den Frühsommer des Jahres 1911. Das Eckgebäude erhielt zwei Läden, für den Geschäftsraum im Haus Nummer 5 entstand bis 1914 ein Hofanbau mit Einrichtung einer Bäckerei. An der Reformstilarchitektur orientieren sich die einfachen schlichten Putzfassaden der viergeschossigen Mietshäuser und zeigen nur wenige Gliederungselemente aus Putz oder Kunststein, der dennoch repräsentative Charakter entsteht durch die harmonische Fassadenteilung und den gegenüber liegenden, unbebaut gebliebenen kleinen Schmuckplatz. Jugendstil-Details zeigt die jeweils vollständig original erhaltene Ausstattung der Häuser. LfD/2006 | 09260762 |
|                                         | Mietshaus in geschlossener Bebauung (bauliche Einheit mit Nr. 4) | Paul-Heyse-Straße 2 (Karte)                                                                     | um 1910 (Mietshaus)                                                                                  | Putzfassade mit Putzgliederung, Reformstil-Architektur, baugeschichtlich von Bedeutung | 09260763 |
| Direkt Bild zu diesem Denkmal hochladen | Mietshaus in geschlossener Bebauung | Paul-Heyse-Straße 3 (Karte)                                                                     | 1910–1911 (Mietshaus)                                                                                | Putzfassade, originale Ausstattung, Reformstil-Architektur, baugeschichtlich von Bedeutung Paul-Heyse-Straße 1, 3, 5, Ortsteil Schönefeld-Abtnaundorf. Im Februar 1910 stellte der in Schönefeld ansässige Baumeister und Architekt Friedrich Wilhelm Max Linke jeweils eigene Bauanträge für die drei Mietshäuser an der Planstraße A, der späteren Nostitz-Wallwitz-Straße. In der Person Linke verschmolzen auch Bauherr und Ausführender, aus diesem Grund bedeutete die baupolizeiliche Forderung zur Bildung einer Hofgemeinschaft „für alle Zeiten“ keinerlei Umstände. Schwierigkeiten bereitete hingegen der für eine Hausmannswohnung vorgesehene Dachgeschossausbau bei Nummer 5 – sie wurde vom gesundheitspolizeilichen Standpunkt „mit Rücksicht auf die in Schönefeld bestehende große Wohndichte“ zunächst abgelehnt. Hingegen befürwortete der Gemeindevorstand beispielsweise die Einrichtung einer Dachgeschosswohnung im Eckhaus, da sie „überdies eine geschmackvolle Ausbildung der Fassade“ ermögliche. Die Fertigstellung der Häuser fällt in den Frühsommer des Jahres 1911. Das Eckgebäude erhielt zwei Läden, für den Geschäftsraum im Haus Nummer 5 entstand bis 1914 ein Hofanbau mit Einrichtung einer Bäckerei. An der Reformstilarchitektur orientieren sich die einfachen schlichten Putzfassaden der viergeschossigen Mietshäuser und zeigen nur wenige Gliederungselemente aus Putz oder Kunststein, der dennoch repräsentative Charakter entsteht durch die harmonische Fassadenteilung und den gegenüber liegenden, unbebaut gebliebenen kleinen Schmuckplatz. Jugendstil-Details zeigt die jeweils vollständig original erhaltene Ausstattung der Häuser. LfD/2006 | 09260764 |
|                                         | Mietshaus in geschlossener Bebauung (bauliche Einheit mit Nr. 2) | Paul-Heyse-Straße 4 (Karte)                                                                     | um 1910 (Mietshaus)                                                                                  | Putzfassade mit Putzgliederung, Reformstil-Architektur, baugeschichtlich von Bedeutung | 09260765 |
|                                         | Mietshaus in halboffener Bebauung | Paul-Heyse-Straße 5 (Karte)                                                                     | 1911 (Mietshaus)                                                                                     | ehemals mit Laden, Putzfassade mit Putzgliederung, Reformstil-Architektur, baugeschichtlich von Bedeutung Paul-Heyse-Straße 1, 3, 5, Ortsteil Schönefeld-Abtnaundorf. Im Februar 1910 stellte der in Schönefeld ansässige Baumeister und Architekt Friedrich Wilhelm Max Linke jeweils eigene Bauanträge für die drei Mietshäuser an der Planstraße A, der späteren Nostitz-Wallwitz-Straße. In der Person Linke verschmolzen auch Bauherr und Ausführender, aus diesem Grund bedeutete die baupolizeiliche Forderung zur Bildung einer Hofgemeinschaft „für alle Zeiten“ keinerlei Umstände. Schwierigkeiten bereitete hingegen der für eine Hausmannswohnung vorgesehene Dachgeschossausbau bei Nummer 5 – sie wurde vom gesundheitspolizeilichen Standpunkt „mit Rücksicht auf die in Schönefeld bestehende große Wohndichte“ zunächst abgelehnt. Hingegen befürwortete der Gemeindevorstand beispielsweise die Einrichtung einer Dachgeschosswohnung im Eckhaus, da sie „überdies eine geschmackvolle Ausbildung der Fassade“ ermögliche. Die Fertigstellung der Häuser fällt in den Frühsommer des Jahres 1911. Das Eckgebäude erhielt zwei Läden, für den Geschäftsraum im Haus Nummer 5 entstand bis 1914 ein Hofanbau mit Einrichtung einer Bäckerei. An der Reformstilarchitektur orientieren sich die einfachen schlichten Putzfassaden der viergeschossigen Mietshäuser und zeigen nur wenige Gliederungselemente aus Putz oder Kunststein, der dennoch repräsentative Charakter entsteht durch die harmonische Fassadenteilung und den gegenüber liegenden, unbebaut gebliebenen kleinen Schmuckplatz. Jugendstil-Details zeigt die jeweils vollständig original erhaltene Ausstattung der Häuser. LfD/2006 | 09260766 |
|                                         | Mietshaus in offener Bebauung und in Ecklage, mit seitlicher Einfriedung, Hofgrün und Hofpflasterung | Paul-Heyse-Straße 7 (Karte)                                                                     | 1914 (Mietshaus)                                                                                     | Putzfassade mit Erkern, Reformstil-Architektur, städtebaulich und baugeschichtlich von Bedeutung | 09303935 |
|                                         | Mietshaus in geschlossener Bebauung | Paul-Heyse-Straße 8 (Karte)                                                                     | um 1930 (Mietshaus)                                                                                  | mit Tordurchfahrt und Laden, Putzfassade mit zwei Erkern und Klinkergliederung, zeittypische Fassade der 1920er/1930er Jahre, baugeschichtlich von Bedeutung | 09260768 |
| Weitere Bilder                          | Wohnhauszeile einer Wohnanlage, mit begrüntem Innenhof und Vorgarten zur Schauerstraße | Paul-Heyse-Straße 9; 11; 13; 15 (Karte)                                                         | um 1925 (Wohnblock)                                                                                  | Putzfassade mit Putzgliederung im Art-Déco-Stil, baugeschichtlich von Bedeutung | 09260769 |
|                                         | Mietshaus in geschlossener Bebauung | Paul-Heyse-Straße 10 (Karte)                                                                    | um 1910/1915 (Mietshaus)                                                                             | Putzfassade mit zwei Erkern und Putzgliederung, Reformstil-Architektur, baugeschichtlich von Bedeutung | 09260770 |
|                                         | Mietshaus in geschlossener Bebauung | Paul-Heyse-Straße 12 (Karte)                                                                    | um 1910/1915 (Mietshaus)                                                                             | Putzfassade mit zwei Erkern und Putzgliederung, Reformstil-Architektur, baugeschichtlich von Bedeutung | 09260771 |
|                                         | Mietshaus in geschlossener Bebauung und in Ecklage, mit Vorgarten zur Schauerstraße | Paul-Heyse-Straße 14 (Karte)                                                                    | um 1910/1915 (Mietshaus)                                                                             | mit Eckladen, Putzfassade mit Erker und Putzgliederung, Reformstil-Architektur, baugeschichtlich von Bedeutung | 09260772 |
|                                         | Mietshaus in geschlossener Bebauung und in Ecklage, mit Vorgarten zur Schauerstraße | Paul-Heyse-Straße 16 (Karte)                                                                    | um 1910/1915 (Mietshaus)                                                                             | Putzfassade mit Putzgliederung, Reformstil-Architektur, baugeschichtlich von Bedeutung | 09260773 |
| Weitere Bilder                          | Wohnhauszeile einer Wohnanlage, mit begrüntem Innenhof | Paul-Heyse-Straße 17; 19; 21; 23; 25; 27; 29; 31 (Karte)                                        | um 1925 (Wohnblock)                                                                                  | zeittypische Putzfassade, besonders Nummer 25-31 mit farbiger Putzgliederung im Art-Déco-Stil, siehe auch Heinkstraße 4 und Schauerstraße 3, baugeschichtlich und kunstgeschichtlich von Bedeutung | 09260774 |
|                                         | Mietshaus in geschlossener Bebauung | Paul-Heyse-Straße 18 (Karte)                                                                    | um 1910/1915 (Mietshaus)                                                                             | Putzfassade mit zwei Erkern und Putzgliederung, Reformstil-Architektur, baugeschichtlich von Bedeutung | 09260777 |
|                                         | Mietshaus in geschlossener Bebauung (bauliche Einheit mit Nr. 22) | Paul-Heyse-Straße 20 (Karte)                                                                    | um 1910/1915 (Mietshaus)                                                                             | Putzfassade mit zwei Erkern, Putz- und Kunststeingliederung, Reformstil-Architektur, baugeschichtlich von Bedeutung | 09260781 |
|                                         | Mietshaus in geschlossener Bebauung (bauliche Einheit mit Nr. 20) | Paul-Heyse-Straße 22 (Karte)                                                                    | um 1910/1915 (Mietshaus)                                                                             | Putzfassade mit zwei Erkern, Putz- und Kunststeingliederung, Reformstil-Architektur, baugeschichtlich von Bedeutung | 09260783 |
|                                         | Mietshaus in geschlossener Bebauung | Paul-Heyse-Straße 26 (Karte)                                                                    | 1914 (Mietshaus)                                                                                     | Putzfassade, Wohnbau im geschlossenen Straßenzug, Reformstil-Architektur, mit baugeschichtlichem und ortsentwicklungsgeschichtlichem Wert 14,70 Meter misst die Grundstücksbreite der Straßenfront, an der 1914 ein Mietshaus von Maurer Oswald Bley mit eigener Finanzierung errichtet wurde. Pläne zur Unternehmung steuerten die Architekten Rau und M. May bei. Im Erdgeschoss kamen eine Wohnung mit Laden sowie eine normale Wohneinheit zur Einrichtung während in den Obergeschossen jeweils zwei Wohnungen einzurichten waren mit Stube, Kammer, zwei weiteren Zimmern, Küche nebst Balkon zur Hofseite sowie Flur und Bad. Die Toiletten allerdings befanden sich noch im Treppenhaus auf den Absätzen. Ebenfalls durch Bley erging 1919 Bauantrag für eine Dachgeschosswohnung (Entwurf Architekt Arno Höfer), der jedoch abschlägigen Bescheid erfuhr. Erst 1924 durfte eine Notwohnung unterm Dach eingerichtet werden, deren Benutzung zunächst auf fünf Jahre begrenzt war, 1924/1925 Bau eines Rollgebäude im Hof durch Bley/Höfer. Die ausgewogen konzipierte Reformstilfassade besitzt einen vierachsigen Mittelrisalit über pilasterartig gegliedertem Erdgeschoss. Kunststeinreliefs ergänzen die Putzstrukturen, die Sprossung der Fenster und der Hauseingang tragen gleichfalls zur Gestaltung bei. Weitgehend erhalten ist die Ausstattung, störend hingegen der schwarz verschieferte „Kasten“ der Dachwohnung. Das Gebäude im geschlossen erhaltenen Straßenzug ist ein baugeschichtlich wichtiger Bestandteil des Schönefelder Ortserweiterungsgebietes. LfD/2014 | 09305321 |
|                                         | Mietshaus in geschlossener Bebauung | Paul-Heyse-Straße 28 (Karte)                                                                    | um 1910/1915 (Mietshaus)                                                                             | Putzfassade mit zwei Erkern und Putzgliederung, Reformstil-Architektur, baugeschichtlich von Bedeutung | 09260784 |
| Weitere Bilder                          | Mehrfamilienhäuser einer Wohnanlage, mit begrüntem Hof und Vorgärten | Paul-Heyse-Straße 32; 34; 36; 38; 40; 42; 44; 46 (Karte)                                        | um 1928 (Mehrfamilienwohnhaus)                                                                       | mehrfarbige Putzfassade mit Klinkergliederung, im Art-Decó-Stil, baugeschichtlich von Bedeutung | 09260782 |
| Direkt Bild zu diesem Denkmal hochladen | Einzeldenkmal o. g. Sachgesamtheit: Vier Mehrfamilienhäuser (Heinkstraße 1, 3 mit Paul-Heyse-Straße 33 und Schönefelder Allee 13) einer Wohnanlage (siehe auch Sachgesamtheitsdokument – Obj. 09305889, Schönefelder Allee 8-25) | Paul-Heyse-Straße 33 (Karte)                                                                    | 1927–1930 (Mehrfamilienwohnhaus)                                                                     | Putzfassade mit Putz- und Klinkergliederung, siehe auch Paul-Heyse-Straße 33- 45, Schönefelder Allee 13-19, Zittauer Straße 21-27, 22, 24, baugeschichtlich, kunsthistorisch und städtebaulich von Bedeutung | 09260787 |
|                                         | Einzeldenkmal o. g. Sachgesamtheit: Sechs Mehrfamilienhäuser einer Wohnanlage (siehe auch Sachgesamtheitsdokument – Obj. 09305889, Schönefelder Allee 8-25) | Paul-Heyse-Straße 35; 37; 39; 41; 43; 45 (Karte)                                                | 1927–1930 (Mehrfamilienwohnhaus)                                                                     | Putzfassade mit Putz- und Klinkergliederung, siehe auch Zittauer Straße 21-27, Schönefelder Allee 13-18, Heinkstraße 1, 3 und Paul-Heyse-Straße 33, baugeschichtlich, kunsthistorisch und städtebaulich von Bedeutung | 09260785 |
| Direkt Bild zu diesem Denkmal hochladen | Einzeldenkmal o. g. Sachgesamtheit: Vier Mehrfamilienhäuser (Zittauer Straße 22, 24 mit Paul-Heyse-Straße 47 und Schönefelder Allee 19) einer Wohnanlage (siehe auch Sachgesamtheitsdokument – Obj. 09305889, Schönefelder Allee 8-25) | Paul-Heyse-Straße 47 (Karte)                                                                    | 1927–1930 (Mehrfamilienwohnhaus)                                                                     | Putzfassade mit Putz- und Kunststeingliederung, siehe auch Paul-Heyse-Straße 49-61, Schönefelder Allee 20-25 und Löbauer Straße 2-6, baugeschichtlich, kunsthistorisch und städtebaulich von Bedeutung | 09305802 |
| Direkt Bild zu diesem Denkmal hochladen | Mehrfamilienhäuser (Paul-Heyse-Straße 48 und Zittauer Straße 17, 19) einer Wohnanlage, mit Vorgärten | Paul-Heyse-Straße 48 (Karte)                                                                    | um 1930 (Mehrfamilienwohnhaus)                                                                       | Putzfassade mit Putz- und Klinkergliederung, in gestalterisch anderer Form als die Städtische Wohnanlage Lindenallee (siehe auch Paul-Heyse-Straße 47-61, 52-66, Löbauer Straße 2-12), zu der diese Baugruppe städtebaulich wichtigen Bezug hat, baugeschichtlich von Bedeutung | 09260791 |
| Direkt Bild zu diesem Denkmal hochladen | Einzeldenkmal o. g. Sachgesamtheit: Sieben Mehrfamilienhäuser einer Wohnanlage (siehe auch Sachgesamtheitsdokument – Obj. 09305889, Schönefelder Allee 8-25) | Paul-Heyse-Straße 49; 51; 53; 55; 57; 59; 61 (Karte)                                            | 1927–1930 (Mehrfamilienwohnhaus)                                                                     | Putzfassade mit Putz- und Klinkergliederung, siehe auch Löbauer Straße 2-6, Paul-Heyse-Straße 47, Zittauer Straße 22, 24 und Schönefelder Allee 19-25, baugeschichtlich, kunsthistorisch und städtebaulich von Bedeutung | 09260789 |
| Direkt Bild zu diesem Denkmal hochladen | Einzeldenkmal o. g. Sachgesamtheit: Drei Mehrfamilienhäuser (Paul-Heyse-Straße 52 und Zittauer Straße 18, 20) einer Wohnanlage (siehe auch Sachgesamtheitsdokument – Obj. 09305889, Schönefelder Allee 8-25) | Paul-Heyse-Straße 52 (Karte)                                                                    | 1927–1930 (Mehrfamilienwohnhaus)                                                                     | mit Läden, Putzfassade mit Putz- und Klinkergliederung, siehe auch Paul-Heyse-Straße 54-66 und Löbauer Straße 8-12, baugeschichtlich, kunsthistorisch und städtebaulich von Bedeutung | 09260792 |
|                                         | Einzeldenkmal o. g. Sachgesamtheit: Sieben Mehrfamilienhäuser einer Wohnanlage (siehe auch Sachgesamtheitsdokument – Obj. 09305889, Schönefelder Allee 8-25) | Paul-Heyse-Straße 54; 56; 58; 60; 62; 64; 66 (Karte)                                            | 1927–1930 (Mehrfamilienwohnhaus)                                                                     | Putzfassade mit Putz- und Klinkergliederung, siehe auch Löbauer Straße 8-12, Paul-Heyse-Straße 52 und Zittauer Straße 18, 20, baugeschichtlich, kunsthistorisch und städtebaulich von Bedeutung | 09260779 |
| Direkt Bild zu diesem Denkmal hochladen | Mietshauszeile einer Wohnanlage, mit Vorgärten und begrüntem Hof | Ploßstraße 2; 4; 6; 8; 10; 12; 14; 16 (Karte)                                                   | 1908 (Mehrfamilienwohnhaus)                                                                          | Putzfassaden, Wohnhauszeile mit Kohlweg 8, Bestandteil der Schönefelder Wohnhäuser des Bauvereins zur Beschaffung preiswerter Wohnungen, baugeschichtlich und sozialgeschichtlich von Bedeutung | 09260797 |
| Direkt Bild zu diesem Denkmal hochladen | Mietshauszeile einer Wohnanlage und begrünter Hof | Ploßstraße 3; 5; 7; 9 (Karte)                                                                   | 1910 (Mehrfamilienwohnhaus)                                                                          | Putzfassade mit Putzgliederung, Reformstil-Architektur, Wohnanlage mit Baunackstraße 3/5, Bestandteil der Schönefelder Wohnhäuser des Bauvereins zur Beschaffung preiswerter Wohnungen, baugeschichtlich und sozialgeschichtlich von Bedeutung | 09260796 |
| Direkt Bild zu diesem Denkmal hochladen | Mietshauszeile einer Wohnanlage und begrünter Hof | Ploßstraße 11; 13; 15; 17; 19; 21; 23 (Karte)                                                   | 1909 (Mehrfamilienwohnhaus)                                                                          | Putzfassaden, Portalgewände mit Ornamentkacheln, bauliche Einheit mit Heinrich-Schmidt-Straße 5/7, Reformstil-Architektur, Bestandteil der Schönefelder Wohnhäuser des Bauvereins zur Beschaffung preiswerter Wohnungen, baugeschichtlich und sozialgeschichtlich von Bedeutung | 09260798 |
| Direkt Bild zu diesem Denkmal hochladen | Mietshauszeile einer Wohnanlage, mit Vorgärten und begrüntem Hof | Ploßstraße 18; 20; 22; 24; 26; 28 (Karte)                                                       | 1908–1909 (Mehrfamilienwohnhaus)                                                                     | Putz-Ziegel-Fassade, Wohnanlage mit Baunackstraße 2/4 und Heinrich-Schmidt-Straße 1/3, Bestandteil der Schönefelder Wohnhäuser des Bauvereins zur Beschaffung preiswerter Wohnungen, baugeschichtlich und sozialgeschichtlich von Bedeutung | 09260799 |
|                                         | Mietshauszeile einer Wohnanlage, mit Vorgarten an der Trötzschelstraße und begrüntem Hof | Ploßstraße 25; 27; 29; 31; 33; 35; 37 (Karte)                                                   | 1909 (Mehrfamilienwohnhaus)                                                                          | Putzfassaden, Bestandteil der Schönefelder Wohnhäuser des Bauvereins zur Beschaffung preiswerter Wohnungen, baugeschichtlich und sozialgeschichtlich von Bedeutung | 09260800 |
| Direkt Bild zu diesem Denkmal hochladen | Mietshauszeile einer Wohnanlage, mit Vorgärten und begrüntem Hof | Ploßstraße 30; 32; 34; 36; 38; 40; 42 (Karte)                                                   | 1909 (Mehrfamilienwohnhaus)                                                                          | Putzfassaden, Bestandteil der Schönefelder Wohnhäuser des Bauvereins zur Beschaffung preiswerter Wohnungen, baugeschichtlich und sozialgeschichtlich von Bedeutung | 09260803 |
|                                         | Mietshaus in geschlossener Bebauung | Ploßstraße 39 (Karte)                                                                           | 1910 (Mietshaus)                                                                                     | Putzfassade, bleiverglaste Treppenhausfenster, Reformstil-Architektur, baugeschichtlich von Bedeutung | 09260801 |
|                                         | Mietshaus in geschlossener Bebauung | Ploßstraße 41 (Karte)                                                                           | um 1910 (Mietshaus)                                                                                  | Putzfassade, bleiverglaste Treppenhausfenster, Reformstil-Architektur, baugeschichtlich von Bedeutung | 09260802 |
|                                         | Mietshaus in geschlossener Bebauung | Ploßstraße 43 (Karte)                                                                           | um 1910 (Mietshaus)                                                                                  | Putzfassade, farbige Treppenhausfenster, Reformstil-Architektur, baugeschichtlich von Bedeutung | 09260804 |
|                                         | Mietshaus in geschlossener Bebauung, mit Vorgarten | Ploßstraße 44 (Karte)                                                                           | 1912 (Mietshaus)                                                                                     | Putzfassade, bleiverglaste Treppenhausfenster, Reformstil-Architektur, baugeschichtlich von Bedeutung | 09260805 |
|                                         | Doppelmietshaus in geschlossener Bebauung | Ploßstraße 45; 47 (Karte)                                                                       | um 1910 (Doppelmietshaus)                                                                            | mit Laden, Putzfassade, bleiverglaste Treppenhausfenster, Reformstil-Architektur, baugeschichtlich von Bedeutung | 09260807 |
|                                         | Mietshaus in geschlossener Bebauung, mit Vorgarten | Ploßstraße 46 (Karte)                                                                           | um 1910 (Mietshaus)                                                                                  | Putzfassade, Reformstil-Architektur, baugeschichtlich von Bedeutung | 09260806 |
|                                         | Mietshaus in geschlossener Bebauung, mit Vorgarten | Ploßstraße 48 (Karte)                                                                           | um 1910 (Mietshaus)                                                                                  | Putzfassade, bleiverglaste Treppenhausfenster, Reformstil-Architektur, baugeschichtlich von Bedeutung | 09260808 |
|                                         | Mietshaus in halboffener Bebauung und in Ecklage, mit seitlicher Einfriedung an der Waldbaurstraße | Ploßstraße 49 (Karte)                                                                           | um 1910 (Mietshaus)                                                                                  | mit Läden, Putzfassade, farbig verglaste Treppenhausfenster, Reformstil-Architektur, baugeschichtlich von Bedeutung | 09260809 |
|                                         | Mietshaus in geschlossener Bebauung, mit Vorgarten | Ploßstraße 50 (Karte)                                                                           | um 1910 (Mietshaus)                                                                                  | Putzfassade, bleiverglaste Treppenhausfenster, Reformstil-Architektur, baugeschichtlich von Bedeutung | 09260810 |
|                                         | Mietshaus in geschlossener Bebauung, mit Vorgarten | Ploßstraße 52 (Karte)                                                                           | um 1910 (Mietshaus)                                                                                  | Putzfassade, Reformstil-Architektur, baugeschichtlich von Bedeutung | 09260811 |
|                                         | Mietshaus in geschlossener Bebauung, mit Vorgarten | Ploßstraße 54 (Karte)                                                                           | um 1910 (Mietshaus)                                                                                  | Putzfassade, bleiverglaste Treppenhausfenster, Reformstil-Architektur, baugeschichtlich von Bedeutung | 09260812 |
|                                         | Mietshaus in geschlossener Bebauung, mit Vorgarten | Ploßstraße 56 (Karte)                                                                           | um 1910 (Mietshaus)                                                                                  | Putzfassade, bleiverglaste Treppenhausfenster, Originalausmalung im Treppenhaus, Reformstil-Architektur, baugeschichtlich von Bedeutung | 09260813 |
|                                         | Mietshaus in geschlossener Bebauung und in Ecklage, mit Vorgarten | Pögnerstraße 1 (Karte)                                                                          | 1912 (Mietshaus)                                                                                     | mit Eckladen, Putzfassade, bauliche Einheit mit Pögnerstraße 1-15, Bestandteil der Schönefelder Wohnhäuser des Bauvereins zur Beschaffung preiswerter Wohnungen, baugeschichtlich und sozialgeschichtlich von Bedeutung | 09260133 |
|                                         | Mietshaus in geschlossener Bebauung | Pögnerstraße 2 (Karte)                                                                          | um 1910 (Mietshaus)                                                                                  | Putzfassade, Reformstil-Architektur, baugeschichtlich von Bedeutung | 09260814 |
|                                         | Mietshaus in geschlossener Bebauung, mit Vorgarten | Pögnerstraße 3 (Karte)                                                                          | 1912 (Mietshaus)                                                                                     | Putzfassade, Erker, bauliche Einheit mit Pögnerstraße 1-15, Bestandteil der Schönefelder Wohnhäuser des Bauvereins zur Beschaffung preiswerter Wohnungen, baugeschichtlich und sozialgeschichtlich von Bedeutung | 09260134 |
|                                         | Mietshaus in geschlossener Bebauung, mit Vorgarten | Pögnerstraße 5 (Karte)                                                                          | 1912 (Mietshaus)                                                                                     | Putzfassade, Erker, bauliche Einheit mit Pögnerstraße 1-15, Bestandteil der Schönefelder Wohnhäuser des Bauvereins zur Beschaffung preiswerter Wohnungen, baugeschichtlich und sozialgeschichtlich von Bedeutung | 09260135 |
|                                         | Mietshaus in geschlossener Bebauung, mit Vorgarten | Pögnerstraße 7 (Karte)                                                                          | 1912 (Mietshaus)                                                                                     | Putzfassade, bauliche Einheit mit Pögnerstraße 1-15, Bestandteil der Schönefelder Wohnhäuser des Bauvereins zur Beschaffung preiswerter Wohnungen, baugeschichtlich und sozialgeschichtlich von Bedeutung | 09260136 |
|                                         | Mietshaus in geschlossener Bebauung | Pögnerstraße 8 (Karte)                                                                          | nach 1910 (Mietshaus)                                                                                | Putzfassade, Reformstil-Architektur, baugeschichtlich von Bedeutung | 09260815 |
|                                         | Mietshaus in geschlossener Bebauung, mit Vorgarten | Pögnerstraße 9 (Karte)                                                                          | 1912 (Mietshaus)                                                                                     | Putzfassade mit Erker, bauliche Einheit mit Pögnerstraße 1-15, Bestandteil der Schönefelder Wohnhäuser des Bauvereins zur Beschaffung preiswerter Wohnungen, baugeschichtlich und sozialgeschichtlich von Bedeutung | 09260137 |
|                                         | Mietshaus in geschlossener Bebauung (bauliche Einheit mit Nr. 12) | Pögnerstraße 10 (Karte)                                                                         | nach 1910 (Mietshaus)                                                                                | Putzfassade, Reformstil-Architektur, baugeschichtlich von Bedeutung | 09260816 |
|                                         | Mietshaus in geschlossener Bebauung, mit Vorgarten | Pögnerstraße 11 (Karte)                                                                         | 1912 (Mietshaus)                                                                                     | Putzfassade, bauliche Einheit mit Pögnerstraße 1-15, Bestandteil der Schönefelder Wohnhäuser des Bauvereins zur Beschaffung preiswerter Wohnungen, baugeschichtlich und sozialgeschichtlich von Bedeutung | 09260129 |
|                                         | Mietshaus in geschlossener Bebauung (bauliche Einheit mit Nr. 10) | Pögnerstraße 12 (Karte)                                                                         | nach 1910 (Mietshaus)                                                                                | Putzfassade, Reformstil-Architektur, baugeschichtlich von Bedeutung | 09260817 |
|                                         | Mietshaus in geschlossener Bebauung, mit Vorgarten | Pögnerstraße 13 (Karte)                                                                         | 1912 (Mietshaus)                                                                                     | Putzfassade mit Putzgliederung und originale Treppenhauslampe im Innern, bauliche Einheit mit Pögnerstraße 1-15, Bestandteil der Schönefelder Wohnhäuser des Bauvereins zur Beschaffung preiswerter Wohnungen, baugeschichtlich und sozialgeschichtlich von Bedeutung | 09260130 |
|                                         | Mietshaus in geschlossener Bebauung und in Ecklage, mit Vorgarten | Pögnerstraße 15 (Karte)                                                                         | 1912 (Mietshaus)                                                                                     | Putzfassade, Schablonenmalerei, bauliche Einheit mit Pögnerstraße 1-15, Bestandteil der Schönefelder Wohnhäuser des Bauvereins zur Beschaffung preiswerter Wohnungen, baugeschichtlich und sozialgeschichtlich von Bedeutung | 09260131 |
|                                         | Teile einer Eisenbahnbrücke über die Rackwitzer Straße und die Parthe | Rackwitzer Straße - (Karte)                                                                     | um 1905 (Eisenbahnbrücke)                                                                            | 2012 weitgehend abgebrochen, historische Teile in den Neubau eingefügt, verkehrsgeschichtlich von Bedeutung | 09260357 |
|                                         | Kanalbett der Parthe | (Karte)                                                                                         | um 1905 (Kanal)                                                                                      | von der Eisenbahnbrücke Rackwitzer Straße bis zur Straßenbrücke Am Gothischen Bad, ehemals mit Wehr | 09260359 |
| Weitere Bilder                          | Einzeldenkmal obiger Sachgesamtheit: Lokschuppen und Verwaltungsgebäude mit Pförtnerhausanbau, Werkstattgebäude, Reparaturgebäude für Schienenfahrzeuge und Reparaturhalle (siehe auch Sachgesamtheitsbestandteildokument – Obj 09304787, Adenauerallee 6-10) | Rackwitzer Straße 1; 3 (Karte)                                                                  | 1903–1904 (Bahnbetriebsanlage)                                                                       | überwiegend gelbe Klinkerbauten, technikgeschichtlich und eisenbahngeschichtlich von Bedeutung | 09260358 |
| Direkt Bild zu diesem Denkmal hochladen | Sachgesamtheitsbestandteil obiger Sachgesamtheit, mit den Einzeldenkmalen: Postbahnhof (Obj. 09260352 – Adenauerallee 6, 8 und Brandenburger Straße 28, 30), Postbahnhof-Verwaltungsgebäude (Obj. 09260350 – Adenauerallee 8), Bahnbetriebswerk Nord (Obj. 09260347 – Adenauerallee 10), Bahnbetriebswerk West (Obj. 09260358 – Rackwitzer Straße 1, 3) sowie mit folgenden Sachgesamtheitsteilen: weitere Eisenbahnbauten (Rackwitzer Straße, ohne Nr.) – (siehe auch Sachgesamtheitsdokument – Obj. 09304785, Willy-Brandt-Platz 7) | Rackwitzer Straße 1; 3 (Karte)                                                                  | 1903–1915 (Eisenbahnbauten)                                                                          | ortsgeschichtlich und technikgeschichtlich von Bedeutung | 09304787 |
| Direkt Bild zu diesem Denkmal hochladen | Einzeldenkmal o. g. Sachgesamtheit: Zwei Mehrfamilienhäuser einer Wohnanlage (siehe auch Sachgesamtheitsdokument – Obj. 09305897, Fliederhof 1 – 26) | Rackwitzer Straße 34; 36 (Karte)                                                                | um 1935 (Mehrfamilienwohnhaus)                                                                       | Putzfassaden im traditionalistischen Stil, siehe auch Fliederhof Nummer 1-26, baugeschichtlich und städtebaulich von Bedeutung | 09260361 |
|                                         | Fabrikgebäude und Verwaltungsgebäude einer ehemaligen Textilfabrik | Rackwitzer Straße 42; 44 (Karte)                                                                | 1912 (Fabrik)                                                                                        | später Waagen- und Schilderfabrik, Ziegelbauten, baugeschichtlich, ortsgeschichtlich und technikgeschichtlich von Bedeutung | 09260365 |
| Direkt Bild zu diesem Denkmal hochladen | Gedenkstein | Robert-Blum-Straße - (Karte)                                                                    | vermutlich 1863 (Gedenkstein)                                                                        | zur Erinnerung an die Völkerschlacht bei Leipzig und die Kämpfe um Schönfeld am 18. Oktober 1813, Geschichtswert | 09260914 |
| Direkt Bild zu diesem Denkmal hochladen | Villa mit Garten | Robert-Blum-Straße 17 (Karte)                                                                   | um 1890 (Villa)                                                                                      | zeittypische Putzfassade, Sockelgeschoss Bruchsteinmauerwerk, Anklänge an den Schweizerstil, baugeschichtlich von Bedeutung | 09260165 |
| Direkt Bild zu diesem Denkmal hochladen | Speisesaalbau eines Villengrundstücks | Robert-Blum-Straße 19 (Karte)                                                                   | 2. Hälfte 19. Jh. (Speisesaalbau)                                                                    | Speisesaal-Anbau an eine nicht mehr existente Villa mit Natursteinfassade, ortsentwicklungsgeschichtlich von Bedeutung | 09261025 |
| Direkt Bild zu diesem Denkmal hochladen | Platzanlage | Rotheplatz - (Karte)                                                                            | nach 1900 (Stadtplatz)                                                                               | mit altem Gehölzbestand, Platz nördlich der Lazarusstraße und kleiner dreieckiger Platz zwischen Theklaer Straße und Lazarusstraße, ortsentwicklungsgeschichtlich und stadtgrüngeschichtlich von Bedeutung | 09264690 |
|                                         | Einzeldenkmal o. g. Sachgesamtheit: Zwei Mehrfamilienhäuser (Schauerstraße 1 und Schönefelder Allee 8) einer Wohnanlage (siehe auch Sachgesamtheitsdokument – Obj. 09305889, Schönefelder Allee 8-25) | Schauerstraße 1 (Karte)                                                                         | 1927–1930 (Mehrfamilienwohnhaus)                                                                     | Putzfassade mit Putz- und Klinkergliederung, siehe auch Schönefelder Allee 10-12, baugeschichtlich, kunsthistorisch und städtebaulich von Bedeutung | 09260760 |
|                                         | Mehrfamilienhaus einer Wohnanlage, mit begrüntem Innenhof, Vorgarten und Einfriedungsmauer | Schauerstraße 3 (Karte)                                                                         | um 1925 (Mehrfamilienwohnhaus)                                                                       | Putzfassade mit Putzgliederung, siehe auch Paul-Heyse-Straße Nummer 17-31 und Heinkstraße Nummer 4, Kopfbau einer Wohnhauszeile, baugeschichtlich von Bedeutung | 09260776 |
| Direkt Bild zu diesem Denkmal hochladen | Mietshaus in geschlossener Bebauung und in Ecklage | Scheumannstraße 6 (Karte)                                                                       | 1914–1915 (Mietshaus)                                                                                | mit Eckladen, Putzfassade mit Erkern, Reformstil-Architektur, baugeschichtlich von Bedeutung Drei Entwürfe in jährlicher Folge ab 1912, vorgelegt von Architekt G. Emil Reiche, wurden verworfen und erst ein im Dekor und in der Belebtheit der Fassade reduzierter Plan von Architekt Alfred Nitzschke aus Leipzig-Stötteritz 1914 erfuhr seine Umsetzung. Unter dem Protokoll der Schlussprüfung steht das Datum 10. März 1915, den Bauplatz hatte der bauausführende Inhaber eines Baugeschäfts Julius Schneeweiß von der Ebersteinschen Mariannenstiftung erworben. Mächtige Erker charakterisieren den wirkungsvoll situierten Eckbau, dessen Ecke nur im Erdgeschoss verbrochen war und hier den Zugang zu einem Laden besitzt. Eine wichtige Funktion für das Erscheinungsbild der dem Reformstil verpflichteten Putzfassaden übernehmen die Fenster mit ihrer kleinteiligen Gliederung und die ehemals an der gesamten Fassade angebrachten Schabracken der Jalousien. In jeder Etage liegen drei Wohnungen, die Waschküche im Kellergeschoss. Für die nicht für eine Nutzung vorgesehene, aber eben doch schon eingerichtete Dachgeschosswohnung erging im Sommer 1918 Antrag auf Freigabe zu Wohnzwecken, Grundstücksbesitzerin war nun Helene Margarete Burkhardt geschieden gewesene Fuchs geb. Schwarzer. Zunächst nur als Notwohnung zugelassen, konnte 1926 die Genehmigung als Dauerwohnung erlangt werden, 1930 legte Architekt und Baumeister Richard Glass den Plan für eine zweite Wohnung unterm Dach vor, der jedoch keine Umsetzung erfuhr. 1962 wurde die Umnutzung des Ladens zu Wohnzwecken beantragt und genehmigt, jedoch nicht ausgeführt. In den Jahren 1995/1996 Entwürfe für Um- und Ausbauarbeiten durch Dipl.-Ing. E. Bornschein von Plan & Objekt GmbH für Frohmann & Götz GbR aus Berlin. Eckbau im Erweiterungsgebiet, baugeschichtlich und ortsentwicklungsgeschichtlich bedeutsam. LfD/2013, 2014                                          | 09261036 |
| Direkt Bild zu diesem Denkmal hochladen | Mietshaus in geschlossener Bebauung | Scheumannstraße 10 (Karte)                                                                      | um 1910 (Mietshaus)                                                                                  | Putzfassade, bleiverglaste Treppenhausfenster, Reformstil-Architektur, baugeschichtlich von Bedeutung | 09260281 |
| Direkt Bild zu diesem Denkmal hochladen | Mietshaus in halboffener Bebauung und in Ecklage | Schlippe 9 (Karte)                                                                              | um 1885 (Mietshaus)                                                                                  | historistische Putzfassade mit Stuckdekoration, Eckbetonung durch Mauerstück mit Kugeln und Obelisk, baugeschichtlich von Bedeutung | 09260022 |
| Direkt Bild zu diesem Denkmal hochladen | Doppelmietshaus in offener Bebauung | Schmidt-Rühl-Straße 5a; 5b (Karte)                                                              | um 1925 (Doppelmietshaus)                                                                            | Nummer 5b mit Tordurchfahrt, zeittypische Putzfassade, mehrere Erker, Bleiglasfenster, baugeschichtlich von Bedeutung | 09260030 |
| Direkt Bild zu diesem Denkmal hochladen | Mietshaus (mit drei Hausnummern) in offener Bebauung, in rückwärtige Lage | Schmidt-Rühl-Straße 5c; 5d; 5e (Karte)                                                          | um 1925 (Mietshaus)                                                                                  | zeittypische Putzfassade, baugeschichtlich von Bedeutung | 09260031 |
|                                         | Mietshaus in geschlossener Bebauung und in Ecklage | Schmidt-Rühl-Straße 20 (Karte)                                                                  | um 1885 (Mietshaus)                                                                                  | ehemals mit Läden, Klinkerfassade, baugeschichtlich von Bedeutung | 09260181 |
| Direkt Bild zu diesem Denkmal hochladen | Mietshaus in geschlossener Bebauung | Schmidt-Rühl-Straße 22 (Karte)                                                                  | um 1880 (Mietshaus)                                                                                  | mit Laden und Tordurchfahrt, historisierende Putzfassade, baugeschichtlich von Bedeutung | 09260180 |
| Direkt Bild zu diesem Denkmal hochladen | Mietshaus in geschlossener Bebauung und in Ecklage | Schmidt-Rühl-Straße 23 (Karte)                                                                  | um 1905 (Mietshaus)                                                                                  | mit Läden, Putzfassade, Eckbetonung mit Fachwerkgiebel, städtebaulich wichtiges Eckgebäude, baugeschichtlich von Bedeutung | 09260005 |
| Direkt Bild zu diesem Denkmal hochladen | Mietshaus in geschlossener Bebauung | Schmidt-Rühl-Straße 24 (Karte)                                                                  | um 1880 (Mietshaus)                                                                                  | mit Tordurchfahrt, ehemals mit Laden, Klinkerfassade, Schablonenmalerei im Innern, geätzte Treppenhausfenster, baugeschichtlich von Bedeutung | 09260179 |
|                                         | Doppelmietshaus (mit Löbauer Straße 40) in offener Bebauung | Schmidt-Rühl-Straße 25 (Karte)                                                                  | um 1912 (Hälfte eines Doppelmietshauses)                                                             | Putzfassade mit Erker, bleiverglaste Treppenhausfenster, Reformstil-Architektur, baugeschichtlich von Bedeutung | 09260291 |
| Direkt Bild zu diesem Denkmal hochladen | Mietshaus in geschlossener Bebauung | Schmidt-Rühl-Straße 26 (Karte)                                                                  | um 1880 (Mietshaus)                                                                                  | mit Laden und Tordurchfahrt, historisierende Klinkerfassade, Ladenzone original, baugeschichtlich von Bedeutung | 09260177 |
| Direkt Bild zu diesem Denkmal hochladen | Mietshaus in geschlossener Bebauung | Schmidt-Rühl-Straße 28 (Karte)                                                                  | um 1880 (Mietshaus)                                                                                  | historisierende Klinkerfassade, baugeschichtlich von Bedeutung | 09260176 |
| Direkt Bild zu diesem Denkmal hochladen | Doppelmietshaus in halboffener Bebauung | Schmidt-Rühl-Straße 30; 32 (Karte)                                                              | um 1925 (Doppelmietshaus)                                                                            | zeittypische Putzfassade, vergleiche auch Löbauer Straße 32/34/36/38, baugeschichtlich von Bedeutung | 09260330 |
| Direkt Bild zu diesem Denkmal hochladen | Mietshaus in halboffener Bebauung | Schmidt-Rühl-Straße 36 (Karte)                                                                  | um 1913 (Mietshaus)                                                                                  | Putzfassade, Erker, Erdgeschoss mit rustizierenden Formsteinen, teilweise bleiverglaste Treppenhausfenster, interessante Reformstil-Architektur, baugeschichtlich von Bedeutung | 09260331 |
|                                         | Doppelmietshaus (mit Zittauer Straße 2) in offener Bebauung und in Ecklage | Schmidt-Rühl-Straße 38 (Karte)                                                                  | um 1913 (Mietshaus)                                                                                  | mit Läden, Putzfassade, bleiverglaste Treppenhausfenster, Reformstil-Architektur, baugeschichtlich von Bedeutung | 09260332 |
| Direkt Bild zu diesem Denkmal hochladen | Straßenanlage mit Allee | Schönefelder Allee - (Karte)                                                                    | Erstanlage nach 1620 (Allee), nach 1900 (Allee)                                                      | ehemaliger Leipziger Fußweg von Schönefeld aus, alter Straßenname: Lindenallee, ortsentwicklungsgeschichtlich von Bedeutung | 09299308 |
| Weitere Bilder                          | Drei Mietshäuser einer Wohnanlage, mit begrüntem Innenhof, Vorgarten und seitlicher Einfriedung | Schönefelder Allee 1; 2; 3 (Karte)                                                              | um 1935 (Mehrfamilienwohnhaus)                                                                       | ehemaliger Straßenname: Lindenallee, zeittypische Putzfassade durch Kunststein gegliedert, siehe auch Bergerstraße 1-5, baugeschichtlich von Bedeutung | 09260755 |
| Weitere Bilder                          | Drei Mietshäuser einer Wohnanlage mit begrüntem Innenhof, Vorgarten (auch zur Schauerstraße) und Einfriedung | Schönefelder Allee 5; 6; 7 (Karte)                                                              | um 1925 (Mehrfamilienwohnhaus)                                                                       | ehemaliger Straßenname: Lindenallee, Putzfassaden mit Putz- und Kunststeingliederung im Art-Déco-Stil, siehe auch Bergerstraße 8-12, baugeschichtlich von Bedeutung | 09260757 |
| Direkt Bild zu diesem Denkmal hochladen | Sachgesamtheit Städtische Wohnanlage Lindenallee Schönefeld, mit folgenden Einzeldenkmalen: Mehrfamilienhäuser einer Wohnanlage, mit Nebengebäude (wohl Waschhaus) hinter Zittauer Straße 21-27 (siehe Einzeldenkmalliste, Heinkstraße 1, 3/Paul-Heyse-Straße 33/Schönefelder Allee 13 – Obj. 09260787, Heinkstraße 2, 2a – Obj. 09260727, Löbauer Straße 2, 4, 6 – Obj. 09260790, Löbauer Straße 8, 10, 12 – Obj. 09302375, Paul-Heyse-Straße 35, 37, 39, 41, 43, 45 – Obj. 09260785, Paul-Heyse-Straße 49, 51, 53, 55, 57, 59, 61 – Obj. 09260789, Paul-Heyse-Straße 54, 56, 58, 60, 62, 64, 66 – Obj. 09260779, Schauerstraße 1/Schönefelder Allee 8 – Obj. 09260760, Schönefelder Allee 9, 10, 11, 12 – Obj. 09260759, Schönefelder Allee 14, 15, 16, 17, 18 – Obj. 09260788, Schönefelder Allee 20, 21, 22, 23, 24, 25 – Obj. 09305801, Zittauer Straße 18, 20/Paul-Heyse-Straße 52 – Obj. 09260792, Zittauer Straße 21, 23, 25, 27 – Obj. 09260786 und Zittauer Straße 22, 24/Paul-Heyse-Straße 47/Schönefelder Allee 19 – Obj. 09305802), mit folgenden Sachgesamtheitsteilen: seitliche Einfriedungsmauern, Pflasterung der Einfahrten, begrünte Innenhöfe und Vorgärten | Schönefelder Allee 8; 9; 10; 11; 12; 13; 14; 15; 16; 17; 18; 19; 20; 21; 22; 23; 24; 25 (Karte) | 1927–1930 (Wohnanlage)                                                                               | Putzfassade mit Putz- und Klinkergliederung, Architekt: Stadtbaurat Hubert Ritter, baugeschichtlich, kunsthistorisch und städtebaulich von Bedeutung | 09305889 |
| Direkt Bild zu diesem Denkmal hochladen | Einzeldenkmal o. g. Sachgesamtheit: Zwei Mehrfamilienhäuser (Schauerstraße 1 und Schönefelder Allee 8) einer Wohnanlage (siehe auch Sachgesamtheitsdokument – Obj. 09305889, Schönefelder Allee 8-25) | Schönefelder Allee 8 (Karte)                                                                    | 1927–1930 (Mehrfamilienwohnhaus)                                                                     | Putzfassade mit Putz- und Klinkergliederung, siehe auch Schönefelder Allee 10-12, baugeschichtlich, kunsthistorisch und städtebaulich von Bedeutung | 09260760 |
|                                         | Einzeldenkmal o. g. Sachgesamtheit: Vier Mehrfamilienhäuser einer Wohnanlage (siehe auch Sachgesamtheitsdokument – Obj. 09305889, Schönefelder Allee 8-25) | Schönefelder Allee 9; 10; 11; 12 (Karte)                                                        | 1927–1930 (Mehrfamilienwohnhaus)                                                                     | Putzfassade mit Putz- und Klinkergliederung, siehe auch Schauerstraße 1/Schönefelder Allee 8 und Heinkstraße 2/2a, baugeschichtlich, kunsthistorisch und städtebaulich von Bedeutung | 09260759 |
| Direkt Bild zu diesem Denkmal hochladen | Einzeldenkmal o. g. Sachgesamtheit: Vier Mehrfamilienhäuser (Heinkstraße 1, 3 mit Paul-Heyse-Straße 33 und Schönefelder Allee 13) einer Wohnanlage (siehe auch Sachgesamtheitsdokument – Obj. 09305889, Schönefelder Allee 8-25) | Schönefelder Allee 13 (Karte)                                                                   | 1927–1930 (Mehrfamilienwohnhaus)                                                                     | Putzfassade mit Putz- und Klinkergliederung, siehe auch Paul-Heyse-Straße 33- 45, Schönefelder Allee 13-19, Zittauer Straße 21-27, 22, 24, baugeschichtlich, kunsthistorisch und städtebaulich von Bedeutung | 09260787 |
|                                         | Einzeldenkmal o. g. Sachgesamtheit: Fünf Mehrfamilienhäuser einer Wohnanlage (siehe auch Sachgesamtheitsdokument – Obj. 09305889, Schönefelder Allee 8-25) | Schönefelder Allee 14; 15; 16; 17; 18 (Karte)                                                   | 1927–1930 (Mehrfamilienwohnhaus)                                                                     | Putzfassade mit Putz- und Klinkergliederung, siehe auch Paul-Heyse-Straße 33-45, Heinkstraße 1, 3, Schönefelder Allee 13, Zittauer Straße 21-27, baugeschichtlich, kunsthistorisch und städtebaulich von Bedeutung | 09260788 |
| Direkt Bild zu diesem Denkmal hochladen | Einzeldenkmal o. g. Sachgesamtheit: Vier Mehrfamilienhäuser (Zittauer Straße 22, 24 mit Paul-Heyse-Straße 47 und Schönefelder Allee 19) einer Wohnanlage (siehe auch Sachgesamtheitsdokument – Obj. 09305889, Schönefelder Allee 8-25) | Schönefelder Allee 19 (Karte)                                                                   | 1927–1930 (Mehrfamilienwohnhaus)                                                                     | Putzfassade mit Putz- und Kunststeingliederung, siehe auch Paul-Heyse-Straße 49-61, Schönefelder Allee 20-25 und Löbauer Straße 2-6, baugeschichtlich, kunsthistorisch und städtebaulich von Bedeutung | 09305802 |
|                                         | Einzeldenkmal o. g. Sachgesamtheit: Sechs Mehrfamilienhäuser einer Wohnanlage (siehe auch Sachgesamtheitsdokument – Obj. 09305889, Schönefelder Allee 8-25) | Schönefelder Allee 20; 21; 22; 23; 24; 25 (Karte)                                               | 1927–1930 (Mehrfamilienwohnhaus)                                                                     | Putzfassade mit Putz- und Klinkergliederung, siehe auch Löbauer Straße 2-6, Paul-Heyse-Straße 47-61, Schönefelder Allee 19 und Zittauer Straße 22, 24, baugeschichtlich, kunsthistorisch und städtebaulich von Bedeutung | 09305801 |
| Direkt Bild zu diesem Denkmal hochladen | Parkanlage (Anschrift: Mariannenpark, ohne Hausnummer) mit Sportplätzen (Anschrift: Adenauerallee 7 und 9) und mit Treppenanlage des Rosengartens | Schönefelder Allee 23a (Karte)                                                                  | 1913–1916 (Parkanlage)                                                                               | Parkanlage mit historischem Wegenetz, Allee, Baumgruppen und Rodelbahn, baugeschichtlich, ortsgeschichtlich und gartenkünstlerisch von Bedeutung [Störelement: Neubau Schönefelder Allee 23a] | 09260346 |
| Direkt Bild zu diesem Denkmal hochladen | Wandbild an einer Schwimmhalle | Schönefelder Allee 26 (Karte)                                                                   | um 1970 (Wand- und Deckenbild)                                                                       | am Mariannenpark gelegene Schwimmhalle, künstlerisch von Bedeutung | 09292215 |
|                                         | Platzanlage | Stannebeinplatz - (Karte)                                                                       | um 1912, später überformt (Stadtplatz)                                                               | historischer Stadtplatz in der Gestaltung von 1951, mit umlaufenden Fußwegen, Wegeführung, Kantensteinen, Baumbestand und Ziersträuchern, Schmuckplatz angelegt zu Beginn des 20. Jahrhunderts, qualitätvolle 1950er-Jahre-Umgestaltung, mit Platzerweiterung an der Bergerstraße (kleiner Stannebeinplatz), städtebaulich und ortsteilentwicklungsgeschichtlich von Bedeutung | 09304001 |
|                                         | Mietshaus in halboffener Bebauung sowie Fabrikgebäude im Hof | Stannebeinplatz 1 (Karte)                                                                       | um 1900 (Mietshaus), 1898 (Fabrik)                                                                   | Mietshaus mit Tordurchfahrt und Läden, Putzfassade mit Klinkergliederung und zwei Fachwerk-Erkern, Fabrikgebäude mit gelber Klinkerfassade, baugeschichtlich und ortsentwicklungsgeschichtlich von Bedeutung | 09260143 |
| Weitere Bilder                          | Doppelmietshaus in geschlossener Bebauung | Stannebeinplatz 2; 4 (Karte)                                                                    | um 1910 (Doppelmietshaus)                                                                            | Nummer 2 mit Laden, Putzfassade, bleiverglaste Treppenhausfenster, Reformstil-Architektur, platzbildprägend, baugeschichtlich von Bedeutung | 09260818 |
|                                         | Mietshaus in geschlossener Bebauung | Stannebeinplatz 5 (Karte)                                                                       | um 1900 (Mietshaus)                                                                                  | mit Tordurchfahrt, Klinkerfassade, teilweise geätzte Treppenhausfenster, baugeschichtlich von Bedeutung | 09260116 |
| Weitere Bilder                          | Mietshaus in halboffener Bebauung und in Ecklage | Stannebeinplatz 6 (Karte)                                                                       | um 1910 (Mietshaus)                                                                                  | ehemals mit Restaurant, Putzfassade mit Erkern, Reformstil-Architektur, baugeschichtlich von Bedeutung | 09260820 |
|                                         | Mietshaus in geschlossener Bebauung | Stannebeinplatz 7 (Karte)                                                                       | um 1900 (Mietshaus)                                                                                  | ehemals mit Läden, Klinkerfassade, Jugendstil-Schablonenmalerei im Innern, baugeschichtlich von Bedeutung | 09260821 |
|                                         | Mietshaus in geschlossener Bebauung | Stannebeinplatz 9 (Karte)                                                                       | um 1880 (Mietshaus)                                                                                  | Klinkerfassade, baugeschichtlich von Bedeutung | 09260117 |
|                                         | Mietshaus in geschlossener Bebauung | Stannebeinplatz 11 (Karte)                                                                      | um 1900 (Mietshaus)                                                                                  | mit Läden, Klinkerfassade mit Formsteingliederung, baugeschichtlich von Bedeutung | 09260110 |
| Direkt Bild zu diesem Denkmal hochladen | Platzanlage | Stöckelplatz - (Karte)                                                                          | 1912 (Schmuckplatz)                                                                                  | dreieckiger Schmuckplatz, begrenzt von Gorkistraße, Stöckelstraße und Heinkstraße, historischer Stadtplatz in der Gestaltung von 1957 mit Wegeführung, Kantensteinen, Baumbestand und Ziersträuchern, ortsentwicklungsgeschichtlich und stadtgrüngeschichtlich von Bedeutung | 09263447 |
|                                         | Mietshaus in geschlossener Bebauung | Stöckelstraße 1 (Karte)                                                                         | um 1910 (Mietshaus)                                                                                  | Putzfassade mit Erker, bleiverglaste Treppenhausfenster, Reformstil-Architektur, baugeschichtlich von Bedeutung | 09260272 |
|                                         | Zwei Mehrfamilienhauszeilen (Nr. 2-4 und Nr. 8-14) | Stöckelstraße 2; 4; 8; 10; 12; 14 (Karte)                                                       | 1926 (Mietshaus)                                                                                     | Putzfassade, Klinker-Erdgeschoss, Teil der kommunalen Wohnbebauung, baugeschichtlich von Bedeutung | 09306217 |
|                                         | Mietshaus in geschlossener Bebauung | Stöckelstraße 3 (Karte)                                                                         | um 1910 (Mietshaus)                                                                                  | Putzfassade, bleiverglaste Treppenhausfenster, Reformstil-Architektur, baugeschichtlich von Bedeutung | 09260273 |
|                                         | Mietshaus in geschlossener Bebauung | Stöckelstraße 5 (Karte)                                                                         | um 1910 (Mietshaus)                                                                                  | mit Hausdurchgang, Putzfassade, bleiverglaste Treppenhausfenster, barockisierende Reformstil-Architektur, baugeschichtlich von Bedeutung | 09260274 |
|                                         | Mietshaus in geschlossener Bebauung | Stöckelstraße 6 (Karte)                                                                         | 1912 (Mietshaus)                                                                                     | Putzfassade, Reformstil-Architektur, baugeschichtlich von Bedeutung Ehemals gehörte das knapp 420 Quadratmeter große Grundstück zum Besitz der Ebersteinschen Mariannenstiftung, Anfang Dezember 1911 erging der Bauantrag von Oberpostschaffner Otto Stein (Schönefeld, Stöckelstraße 5) für ein zu errichtendes Wohngebäude mit Waschhausanbau. Entwurf und Bauleitung übernahm Architekt und Baumeister Richard Glass, die Ausführung der Baumeister Carl Emil Vogel. Mit der Aufsicht vor Ort war Maurerpolier Karl Fischer aus Dölitz betraut. Jeweils zwei Wohnungen kamen in jeder Etage zur Einrichtung mit drei Wohnräumen, Küche, Korridor, Aborte lagen im Treppenhaus. Das Dachgeschoss besaß zwar keine Wohnung, dafür aber ein Bad zur Nutzung für die Hausbewohner und ein separates zweites Bad für den Hauswirt. Im Herbst 1912 erfolgte die Durchführung der Schlussprüfung, für einige Jahre stockte auf der Straßenseite die weitere Bautätigkeit. Für 1921 steht die Ausreichung der Genehmigung zum Einbau einer Dachwohnung. Weiterer Ausbau unterm Dach sowie die „komplexe Instandsetzung“ erfolgten 1995 bis 1997 durch die Leipziger Wohnungs- und Baugesellschaft mbH. Das zunächst über Jahre frei stehende Gebäude besitzt eine sich über Kunststeinsockel erhebende Putzfassade mit geometrischem Reformstildekor, fünf Schmuckplatten, einer Haustürrahmung und schwach vortretenden Seitenrisaliten. Bemerkenswert sind Teile der erhaltenen Ausstattung. Für das Gebäude im Stil der Reformarchitektur ist ein baugeschichtlicher Wert zu konstatieren. LfD/2016, 2017 | 09260289 |
|                                         | Mietshaus in geschlossener Bebauung | Stöckelstraße 7 (Karte)                                                                         | um 1910 (Mietshaus)                                                                                  | Putzfassade, Reformstil-Architektur, baugeschichtlich von Bedeutung | 09260275 |
|                                         | Mietshaus in geschlossener Bebauung und in Ecklage | Stöckelstraße 9 (Karte)                                                                         | um 1910 (Mietshaus)                                                                                  | ehemals mit Eckladen, Putzfassade mit Kastenerker, teilweise bleiverglaste Treppenhausfenster, Reformstil-Architektur, baugeschichtlich von Bedeutung | 09260276 |
|                                         | Mehrfamilienhauszeile einer Wohnanlage, teilweise mit Vorgärten an der Stöckelstraße und Einfriedungsmauer an der Löbauer Straße und Scheumannstraße | Stöckelstraße 11; 13; 15; 17; 19; 21; 23; 25; 27 (Karte)                                        | 1925–1926 (Mehrfamilienwohnhaus)                                                                     | zeittypische Putzfassade, baugeschichtlich und städtebaulich von Bedeutung | 09260277 |
|                                         | Mehrfamilienhauszeile einer Wohnanlage, teilweise mit Vorgärten an der Stöckelstraße und Einfriedungsmauer an der Löbauer Straße | Stöckelstraße 16; 18; 20; 22; 24; 26; 28; 30; 32 (Karte)                                        | 1925–1926 (Mehrfamilienwohnhaus)                                                                     | zeittypische Putzfassade, baugeschichtlich und städtebaulich von Bedeutung | 09260278 |
|                                         | Mehrfamilienhaus (mit zwei Hausnummern) | Stöckelstraße 38a; 38b (Karte)                                                                  | 1927 (Doppelmietshaus)                                                                               | Putzfassade, Klinker-Erdgeschoss, Teil der kommunalen Wohnbebauung an der Zittauer Straße, baugeschichtlich von Bedeutung | 09260897 |
|                                         | Mietshauszeile (mit Zittauer Straße 11) in offener Bebauung | Stöckelstraße 40; 42; 44; 46 (Karte)                                                            | 1930–1935 (Mehrfamilienwohnhaus)                                                                     | Putzfassade, bauliche Einheit mit Zittauer Straße 11, Teil der kommunalen Wohnbebauung an der Stöckelstraße, baugeschichtlich von Bedeutung | 09260344 |
|                                         | Mehrfamilienhaus | Stöckelstraße 43 (Karte)                                                                        | 1927 (Mietshaus)                                                                                     | bildet ein Drillingshaus mit Zittauer Straße 10 und Clara-Wieck-Straße 1, Putzfassade, Klinker-Erdgeschoss, Teil der kommunalen Wohnbebauung an der Zittauer Straße, baugeschichtlich von Bedeutung | 09302135 |
| Weitere Bilder                          | Schule mit Turnhalle, Vorgarten an der Stöckelstraße und Zittauer Straße sowie Einfriedung mit zwei Toreinfahrten und Transformatorenstation in Ecklage Clara-Wieck-Straße | Stöckelstraße 45 (Karte)                                                                        | 1910–1911, bezeichnet 1910 (Schule)                                                                  | malerisch gestaffelter Putzbau, im Reform- und Heimatstil des Zeit um 1910, baugeschichtlich und ortsteilgeschichtlich von Bedeutung | 09260264 |
| Direkt Bild zu diesem Denkmal hochladen | Gedenkstein | Stöckelstraße 45 (bei) (Karte)                                                                  | nach 1945 (Gedenkstein)                                                                              | Lage: auf dem Schulgelände im Zwickel zur Clara-Wieck-Straße, Findling mit Inschrift, zur Erinnerung an den Metallarbeiter und Kommunisten Kurt Kresse (1904–1945), Opfer des Faschismus, geschichtlich von Bedeutung | 09260912 |
|                                         | Mietshaus in geschlossener Bebauung | Stöckelstraße 50 (Karte)                                                                        | um 1910 (Mietshaus)                                                                                  | Putzfassade mit Erker, bleiverglaste Treppenhausfenster, Reformstil-Architektur, baugeschichtlich von Bedeutung | 09260343 |
|                                         | Mietshaus in halboffener Bebauung | Stöckelstraße 52 (Karte)                                                                        | um 1910 (Mietshaus)                                                                                  | Putzfassade mit Erker, Reformstil-Architektur, baugeschichtlich von Bedeutung | 09260338 |
|                                         | Mietshaus in offener Bebauung und in Ecklage, mit Vorgarten | Stöckelstraße 54 (Karte)                                                                        | um 1930 (Mehrfamilienwohnhaus)                                                                       | Bestandteil einer kleinen Wohnanlage mit Nummer 56, Putzfassade mit Klinkergliederung, Teil der kommunalen Wohnbebauung an der Stöckelstraße, platzbildprägende Lage, baugeschichtlich von Bedeutung | 09260342 |
|                                         | Mietshaus in offener Bebauung und in Ecklage, mit Einfriedungsmauer zur Heinkstraße | Stöckelstraße 56 (Karte)                                                                        | um 1930 (Mehrfamilienwohnhaus)                                                                       | Bestandteil einer Wohnanlage mit Nummer 54, Putzfassade mit Klinkergliederung, Teil der kommunalen Wohnbebauung an der Stöckelstraße, platzbildprägende Lage, baugeschichtlich von Bedeutung | 09260341 |
|                                         | Doppelmietshaus in offener Bebauung, mit Einfriedung und Vorgarten | Stöckelstraße 58; 60 (Karte)                                                                    | um 1910 (Doppelmietshaus)                                                                            | Putzfassade, bleiverglaste Treppenhausfenster, Reformstil-Architektur, baugeschichtlich von Bedeutung | 09260340 |
|                                         | Mietshaus in halboffener Bebauung und in Ecklage, mit Vorgarten und Einfriedung | Stöckelstraße 62 (Karte)                                                                        | 1912 (Mietshaus)                                                                                     | mit Laden, Putzfassade, Reformstil-Architektur, baugeschichtlich von Bedeutung | 09260339 |
| Weitere Bilder                          | Mietshaus in geschlossener Bebauung und in Ecklage | Taubestraße 1 (Karte)                                                                           | um 1910 (Mietshaus)                                                                                  | mit Tordurchfahrt und Laden, Putzfassade, Reformstil-Architektur, baugeschichtlich von Bedeutung | 09260300 |
|                                         | Mietshaus in geschlossener Bebauung | Taubestraße 3 (Karte)                                                                           | um 1910 (Mietshaus)                                                                                  | Putzfassade, bleiverglaste Treppenhausfenster, Reformstil-Architektur, baugeschichtlich von Bedeutung | 09260301 |
|                                         | Mietshaus in geschlossener Bebauung | Taubestraße 5 (Karte)                                                                           | um 1910 (Mietshaus)                                                                                  | Putzfassade mit zwei Erkern, bleiverglaste Treppenhausfenster, Reformstil-Architektur, baugeschichtlich von Bedeutung | 09260302 |
|                                         | Doppelmietshaus in offener Bebauung, mit seitlicher Einfriedung | Taubestraße 6; 8 (Karte)                                                                        | um 1915 (Doppelmietshaus)                                                                            | Putzfassade mit zwei Erkern, Schablonenmalerei im Eingangsbereich, bleiverglaste Treppenhausfenster, Reformstil-Architektur, baugeschichtlich von Bedeutung | 09260298 |
|                                         | Mietshaus in geschlossener Bebauung | Taubestraße 7 (Karte)                                                                           | um 1910 (Mietshaus)                                                                                  | mit Tordurchfahrt und Laden, Putzfassade, Reformstil-Architektur, baugeschichtlich von Bedeutung | 09260303 |
|                                         | Mietshaus in geschlossener Bebauung | Taubestraße 9 (Karte)                                                                           | um 1910 (Mietshaus)                                                                                  | Putzfassade, bleiverglaste Treppenhausfenster, Reformstil-Architektur, baugeschichtlich von Bedeutung | 09260304 |
|                                         | Mietshaus in offener Bebauung und in Ecklage, mit seitlicher Einfriedung | Taubestraße 10 (Karte)                                                                          | um 1915 (Mietshaus)                                                                                  | Putzfassade mit Erker, Reformstil-Architektur, baugeschichtlich von Bedeutung | 09260297 |
|                                         | Mietshaus in geschlossener Bebauung und Werkstattgebäude im Hof | Taubestraße 11 (Karte)                                                                          | um 1910 (Mietshaus)                                                                                  | Vorderhaus mit Tordurchfahrt, Putzfassade, bleiverglaste Treppenhausfenster, Schablonenmalerei im Treppenhaus, Reformstil-Architektur, baugeschichtlich von Bedeutung | 09260305 |
|                                         | Mietshaus in offener Bebauung und in Ecklage, mit Vorgarten zur Heinkstraße | Taubestraße 12 (Karte)                                                                          | um 1915 (Mietshaus)                                                                                  | Putzfassade, Reformstil-Architektur, baugeschichtlich von Bedeutung | 09260296 |
|                                         | Mietshaus in geschlossener Bebauung | Taubestraße 13 (Karte)                                                                          | um 1910 (Mietshaus)                                                                                  | mit Tordurchfahrt, Putzfassade, teilweise bleiverglaste Treppenhausfenster, Reformstil-Architektur, baugeschichtlich von Bedeutung | 09260306 |
|                                         | Mietshaus in halboffener Bebauung (bauliche Einheit mit Nr. 16 und 18) und Garagengebäude im Hof | Taubestraße 14 (Karte)                                                                          | um 1913 (Mietshaus)                                                                                  | Putzfassade, Reformstil-Architektur, baugeschichtlich von Bedeutung | 09260822 |
|                                         | Mietshaus in geschlossener Bebauung | Taubestraße 15 (Karte)                                                                          | um 1910 (Mietshaus)                                                                                  | mit Laden, Putzfassade, bleiverglaste Treppenhausfenster, Reformstil-Architektur, baugeschichtlich von Bedeutung | 09260307 |
|                                         | Mietshaus in geschlossener Bebauung (bauliche Einheit mit Nr. 14 und 18) | Taubestraße 16 (Karte)                                                                          | um 1913 (Mietshaus)                                                                                  | Putzfassade, Reformstil-Architektur, baugeschichtlich von Bedeutung | 09260823 |
|                                         | Mietshaus in geschlossener Bebauung | Taubestraße 17 (Karte)                                                                          | um 1910 (Mietshaus)                                                                                  | Putzfassade, bleiverglaste Treppenhausfenster, Reformstil-Architektur, baugeschichtlich von Bedeutung | 09260308 |
|                                         | Mietshaus in halboffener Bebauung (bauliche Einheit mit Nr. 14 und 16) | Taubestraße 18 (Karte)                                                                          | um 1913 (Mietshaus)                                                                                  | Putzfassade, Reformstil-Architektur, baugeschichtlich von Bedeutung | 09260824 |
|                                         | Mietshaus in geschlossener Bebauung | Taubestraße 19 (Karte)                                                                          | um 1910 (Mietshaus)                                                                                  | Putzfassade, Reformstil-Architektur, baugeschichtlich von Bedeutung | 09260309 |
|                                         | Mietshaus in halboffener Bebauung (bauliche Einheit mit Nr. 22 und 24), mit seitlicher Einfriedung | Taubestraße 20 (Karte)                                                                          | um 1915 (Mietshaus)                                                                                  | Putzfassade mit Erker, originale Lampen, Schablonenmalerei im Innern, Reformstil-Architektur, baugeschichtlich von Bedeutung | 09260825 |
|                                         | Mietshaus in halboffener Bebauung und in Ecklage | Taubestraße 21 (Karte)                                                                          | um 1910 (Mietshaus)                                                                                  | mit Laden, ehemals auch Eckladen, Putzfassade, Reformstil-Architektur, baugeschichtlich von Bedeutung | 09260310 |
|                                         | Mietshaus in geschlossener Bebauung (bauliche Einheit mit Nr. 20 und 24) | Taubestraße 22 (Karte)                                                                          | um 1915 (Mietshaus)                                                                                  | Putzfassade, Reformstil-Architektur, baugeschichtlich von Bedeutung | 09260826 |
|                                         | Mietshaus in geschlossener Bebauung | Taubestraße 23 (Karte)                                                                          | um 1910 (Mietshaus)                                                                                  | Putzfassade, bleiverglaste Treppenhausfenster, Reformstil-Architektur, baugeschichtlich von Bedeutung | 09260312 |
|                                         | Mietshaus in halboffener Bebauung (bauliche Einheit mit Nr. 20 und 22) | Taubestraße 24 (Karte)                                                                          | um 1915 (Mietshaus)                                                                                  | Putzfassade mit Erker, Reformstil-Architektur, baugeschichtlich von Bedeutung | 09260827 |
|                                         | Mietshaus in geschlossener Bebauung | Taubestraße 25 (Karte)                                                                          | um 1910 (Mietshaus)                                                                                  | mit Tordurchfahrt und Laden, Putzfassade, Reformstil-Architektur, baugeschichtlich von Bedeutung | 09260313 |
|                                         | Mietshaus in offener Bebauung und in Ecklage, mit Vorgarten zur Zittauer Straße | Taubestraße 26 (Karte)                                                                          | bezeichnet 1914–1915 (Mietshaus)                                                                     | mit zugesetztem Eckladen, Putzfassade mit Erkern und Balkons, teilweise bleiverglaste Treppenhausfenster, Reformstil-Architektur, baugeschichtlich von Bedeutung | 09260828 |
|                                         | Mietshaus in geschlossener Bebauung | Taubestraße 27 (Karte)                                                                          | um 1910 (Mietshaus)                                                                                  | mit Tordurchfahrt, Putzfassade, Reformstil-Architektur, baugeschichtlich von Bedeutung | 09260314 |
|                                         | Mietshaus in offener Bebauung und in Ecklage, mit Vorgarten an der Zittauer Straße und seitlicher Einfriedung | Taubestraße 28 (Karte)                                                                          | um 1910 (Mietshaus)                                                                                  | ehemals mit Laden, Putzfassade, drei Erker, Reformstil-Architektur, baugeschichtlich von Bedeutung | 09260829 |
|                                         | Mietshaus in geschlossener Bebauung | Taubestraße 29 (Karte)                                                                          | um 1910 (Mietshaus)                                                                                  | mit Laden und Hausdurchgang, Putzfassade, originale Ladenfront, bleiverglaste Treppenhausfenster, Reformstil-Architektur, baugeschichtlich von Bedeutung | 09260315 |
|                                         | Mietshaus in geschlossener Bebauung (bauliche Einheit mit Nr. 33) | Taubestraße 31 (Karte)                                                                          | um 1910 (Mietshaus)                                                                                  | mit Hausdurchgang, Putzfassade, teilweise bleiverglaste Treppenhausfenster, Reformstil-Architektur, baugeschichtlich von Bedeutung | 09260316 |
|                                         | Mietshaus in ehemals geschlossener Bebauung (bauliche Einheit mit Nr. 34) | Taubestraße 32 (Karte)                                                                          | um 1910 (Mietshaus)                                                                                  | Putzfassade, ehemals mit Laden, Reformstil-Architektur, baugeschichtlich von Bedeutung | 09260830 |
|                                         | Mietshaus in geschlossener Bebauung (bauliche Einheit mit Nr. 31) | Taubestraße 33 (Karte)                                                                          | um 1910 (Mietshaus)                                                                                  | mit Tordurchfahrt, Putzfassade, bleiverglaste Treppenhausfenster, Reformstil-Architektur, baugeschichtlich von Bedeutung | 09260317 |
|                                         | Mietshaus in halboffener Bebauung (bauliche Einheit mit Nr. 32) | Taubestraße 34 (Karte)                                                                          | um 1910 (Mietshaus)                                                                                  | Putzfassade, teilweise bleiverglaste Treppenhausfenster, Reformstil-Architektur, baugeschichtlich von Bedeutung | 09260831 |
|                                         | Mietshaus in geschlossener Bebauung | Taubestraße 35 (Karte)                                                                          | um 1910 (Mietshaus)                                                                                  | ehemals mit Laden, Putzfassade, bleiverglaste Treppenhausfenster, baulicher Bezug zu Nummer 37, Reformstil-Architektur, baugeschichtlich von Bedeutung | 09260318 |
|                                         | Doppelmietshaus in offener Bebauung, mit seitlicher Einfriedung und Pforten | Taubestraße 36; 38 (Karte)                                                                      | um 1910 (Doppelmietshaus)                                                                            | Putzfassade, Reste bleiverglaster Treppenhausfenster, Reformstil-Architektur, baugeschichtlich von Bedeutung | 09260832 |
|                                         | Mietshaus in geschlossener Bebauung | Taubestraße 37 (Karte)                                                                          | um 1910 (Mietshaus)                                                                                  | mit Hausdurchgang, Putzfassade, teilweise bleiverglaste Treppenhausfenster, Deckenmalerei im Eingangsbereich, baulicher Bezug zur Nummer 35, Reformstil-Architektur, baugeschichtlich von Bedeutung | 09260319 |
|                                         | Mietshaus in geschlossener Bebauung | Taubestraße 39 (Karte)                                                                          | um 1910 (Mietshaus)                                                                                  | Putzfassade, Reste bleiverglaster Treppenhausfenster, Schablonenmalerei, Reformstil-Architektur, baugeschichtlich von Bedeutung | 09260320 |
|                                         | Doppelmietshaus einer Wohnanlage | Taubestraße 40; 42 (Karte)                                                                      | 1931 (Doppelwohnhaus)                                                                                | zweifarbige Putzfassade mit Klinkergliederung, Wohnanlage mit Löbauer Straße 18-24, baugeschichtlich von Bedeutung | 09260172 |
|                                         | Mietshaus in halboffener Bebauung und in Ecklage | Taubestraße 41 (Karte)                                                                          | um 1910 (Mietshaus)                                                                                  | mit Läden, Putzfassade mit zwei Erkern und Balkons, eine Ladenfront original erhalten, Reformstil-Architektur, baugeschichtlich von Bedeutung | 09260321 |
|                                         | Mietshaus in geschlossener Bebauung | Taubestraße 43 (Karte)                                                                          | um 1910 (Mietshaus)                                                                                  | Putzfassade, Reformstil-Architektur, baugeschichtlich von Bedeutung | 09260367 |
|                                         | Mietshaus in geschlossener Bebauung | Taubestraße 45 (Karte)                                                                          | um 1910 (Mietshaus)                                                                                  | mit Tordurchfahrt, Putzfassade, Reformstil-Architektur, baugeschichtlich von Bedeutung | 09260323 |
|                                         | Mietshaus in geschlossener Bebauung | Taubestraße 47 (Karte)                                                                          | um 1913 (Mietshaus)                                                                                  | mit Tordurchfahrt, Putzfassade, Schablonenmalerei im Treppenhaus, Reformstil-Architektur, baugeschichtlich von Bedeutung | 09260324 |
|                                         | Mietshaus in geschlossener Bebauung | Taubestraße 51 (Karte)                                                                          | um 1913 (Mietshaus)                                                                                  | Putzfassade, Reformstil-Architektur, baugeschichtlich von Bedeutung | 09260326 |
|                                         | Mietshaus in geschlossener Bebauung | Taubestraße 53 (Karte)                                                                          | um 1913 (Mietshaus)                                                                                  | mit Tordurchfahrt, ehemals mit Laden, Putzfassade, Reformstil-Architektur, baugeschichtlich von Bedeutung | 09260327 |
|                                         | Mietshaus in geschlossener Bebauung | Taubestraße 55 (Karte)                                                                          | bezeichnet 1913 (Mietshaus)                                                                          | mit Tordurchfahrt, Putzfassade, Reformstil-Architektur, baugeschichtlich von Bedeutung | 09260328 |
|                                         | Mietshaus in geschlossener Bebauung | Taubestraße 57 (Karte)                                                                          | um 1913 (Mietshaus)                                                                                  | Putzfassade, Reformstil-Architektur, baugeschichtlich von Bedeutung | 09260329 |
| Weitere Bilder                          | Apelstein Nr. 29 (N) | Theklaer Straße - (Karte)                                                                       | bezeichnet 1863 (Gedenkstein)                                                                        | in der Grünanlage vor dem ehemaligen Altenheim Altschönefeld Theklaer Straße 11, Gedenkstein zur Erinnerung an die Kämpfe der Völkerschlacht bei Leipzig 1813, 15.000 Mann des VI. Korps unter Marschall Marmont, geschichtlich von Bedeutung | 09260039 |
| Direkt Bild zu diesem Denkmal hochladen | Mehrfamilienhäuser einer Wohnanlage, mit Vorgarten | Theklaer Straße 7; 9 (Karte)                                                                    | bezeichnet 1930 (Mehrfamilienwohnhaus)                                                               | Putzfassade, Porphyrreliefs über den Türen, farbige Treppenhausfenster, kleine Wohnanlage mit Lazarusstraße 1a-c, baugeschichtlich von Bedeutung | 09260041 |
| Weitere Bilder                          | Ehemaliges Armenhaus und Nebengebäude | Theklaer Straße 11 (Karte)                                                                      | um 1895 (Armenhaus)                                                                                  | Ehemaliges Armenhaus mit Nebengebäude; später Alten- und Armenheim der Gemeinde Schönefeld (Leipzig), heute Haus Alt-Schönefeld (Klinikum St. Georg); mit Klinkerfassade, baugeschichtlich und ortsgeschichtlich von Bedeutung | 09260040 |
| Direkt Bild zu diesem Denkmal hochladen | Wohnhaus in offener Bebauung | Theklaer Straße 51 (Karte)                                                                      | 1898 (Wohnhaus)                                                                                      | alte Ortslage Abtnaundorf, villenartiges Gebäude im Schweizerhausstil, mit Fachwerk-Obergeschoss und Holz-Veranda, ortsgeschichtlich und baugeschichtlich von Bedeutung | 09260203 |
| Direkt Bild zu diesem Denkmal hochladen | Wohnhaus in offener Bebauung, mit rückwärtigem Seitenflügel | Theklaer Straße 53 (Karte)                                                                      | um 1870 (Wohnhaus)                                                                                   | alte Ortslage Abtnaundorf, mit Fachwerk-Obergeschoss, baugeschichtlich von Bedeutung | 09260204 |
| Direkt Bild zu diesem Denkmal hochladen | Mietshaus in halboffener Bebauung und in Ecklage | Trötzschelstraße 2 (Karte)                                                                      | um 1910 (Mietshaus)                                                                                  | Putzfassade, bleiverglaste Treppenhausfenster, Reformstil-Architektur, baugeschichtlich von Bedeutung | 09260833 |
|                                         | Mietshaus in halboffener Bebauung einer Wohnanlage, mit Vorgarten | Trötzschelstraße 3 (Karte)                                                                      | 1911 (Mietshaus)                                                                                     | Putz-Klinker-Fassade, bauliche Einheit mit Emil-Schubert-Straße 18-30, Bestandteil der Schönefelder Wohnhäuser des Bauvereins zur Beschaffung preiswerter Wohnungen, baugeschichtlich und sozialgeschichtlich von Bedeutung | 09260834 |
|                                         | Mietshaus in halboffener Bebauung und in Ecklage | Trötzschelstraße 4 (Karte)                                                                      | um 1910 (Mietshaus)                                                                                  | ehemals mit Eckladen, Putzfassade, Reformstil-Architektur, baugeschichtlich von Bedeutung | 09260835 |
| Direkt Bild zu diesem Denkmal hochladen | Mietshaus in halboffener Bebauung einer Wohnanlage | Trötzschelstraße 6 (Karte)                                                                      | 1914 (Mehrfamilienwohnhaus)                                                                          | Putzfassade mit Erker, Reformstil-Architektur, bauliche Einheit mit Emil-Schubert-Straße 32-38, Bestandteil der Schönefelder Wohnhäuser des Bauvereins zur Beschaffung preiswerter Wohnungen, baugeschichtlich und sozialgeschichtlich von Bedeutung | 09260206 |
|                                         | Mietshaus in halboffener Bebauung | Waldbaurstraße 3 (Karte)                                                                        | vor 1910 (Mietshaus)                                                                                 | Putzfassade, bleiverglaste Treppenhausfenster, Reformstil-Architektur, baugeschichtlich von Bedeutung | 09260837 |
|                                         | Ehemaliges Fabrikgebäude | Waldbaurstraße 4; 6 (Karte)                                                                     | nach 1910 (Fabrik)                                                                                   | Klinkerbau, mit zwei Hausnummern, ortsgeschichtlich von Bedeutung | 09260838 |
|                                         | Mietshaus in geschlossener Bebauung und in Ecklage | Waldbaurstraße 5 (Karte)                                                                        | vor 1910 (Mietshaus)                                                                                 | mit Gaststätte, Putzfassade, bleiverglaste Treppenhausfenster, Reformstil-Architektur, baugeschichtlich von Bedeutung | 09260839 |
|                                         | Mietshaus in geschlossener Bebauung und in Ecklage, mit Einfriedung und Vorgarten zur Emil-Schubert-Straße | Waldbaurstraße 7 (Karte)                                                                        | um 1910 (Mietshaus)                                                                                  | Putzfassade, teilweise bleiverglaste Treppenhausfenster, Reformstil-Architektur, baugeschichtlich von Bedeutung | 09260840 |
|                                         | Mietshaus in geschlossener Bebauung und in Ecklage (bauliche Einheit mit Emil-Schubert-Straße 37) einer Wohnanlage | Waldbaurstraße 9 (Karte)                                                                        | 1914 (Mietshaus)                                                                                     | ehemals mit Laden, Putzfassade, bauliche Einheit mit Emil-Schubert-Straße 17-37, Bestandteil der Schönefelder Wohnhäuser des Bauvereins zur Beschaffung preiswerter Wohnungen, baugeschichtlich und sozialgeschichtlich von Bedeutung | 09260841 |
|                                         | Einzeldenkmal o. g. Sachgesamtheit: Drei Mehrfamilienhäuser einer Wohnanlage (siehe auch Sachgesamtheitsdokument – Obj. 09305888, Kuntzschmannstraße 1-15) | Waldbaurstraße 11; 13; 15 (Karte)                                                               | 1928 (Mehrfamilienwohnhaus)                                                                          | Putzfassade, Klinkersockel, Wohnanlage mit Kuntzschmannstraße 1-15 und Heinrich-Schmidt-Straße 6/8, Bestandteil der Schönefelder Wohnhäuser des Bauvereins zur Beschaffung preiswerter Wohnungen aus der Zwischenkriegszeit, baugeschichtlich und sozialgeschichtlich von Bedeutung | 09260842 |
|                                         | Mietshaus in halboffener Bebauung | Waldbaurstraße 12 (Karte)                                                                       | nach 1910 (Mietshaus)                                                                                | ehemals mit Laden, Putzfassade, bleiverglaste Treppenhausfenster, Reformstil-Architektur, baugeschichtlich von Bedeutung | 09260845 |
|                                         | Mietshaus in geschlossener Bebauung und in Ecklage | Waldbaurstraße 14 (Karte)                                                                       | nach 1910 (Mietshaus)                                                                                | mit Eckladen, Putzfassade, Reformstil-Architektur, baugeschichtlich von Bedeutung | 09260846 |
|                                         | Einzeldenkmal o. g. Sachgesamtheit: Drei Mehrfamilienhäuser einer Wohnanlage (siehe auch Sachgesamtheitsdokument – Obj. 09305888, Kuntzschmannstraße 1-15) | Waldbaurstraße 16; 18; 20 (Karte)                                                               | 1921 (Mehrfamilienwohnhaus)                                                                          | Putzfassade, Ziegelsockel, steht im Zusammenhang mit der Wohnanlage Fridtjof-Nansen-Straße 2-16 und Elsa-Brändström-Straße 1/3, Bestandteil der Schönefelder Wohnhäuser des Bauvereins zur Beschaffung preiswerter Wohnungen aus der Zwischenkriegszeit, baugeschichtlich und sozialgeschichtlich von Bedeutung | 09260847 |
|                                         | Sachgesamtheit Schloss und Rittergut Schönefeld, mit den Einzeldenkmalen: Schloss, Gutsverwalterhaus, Torhaus (mit Stallanbau), ehemalige Orangerie, Einfriedung und Toranlage (siehe Einzeldenkmalliste – Obj. 09292558, Zeumerstraße 1, 2), drei Wirtschaftsgebäude (siehe Einzeldenkmalliste – Obj. 09260178, Ossietzkystraße 41), weiterhin Zufahrtsallee und Gutspark sowie mit den Sachgesamtheitsteilen: Nebengebäude und Pflasterung des Wirtschaftshofes und der Zufahrtsstraße | Zeumerstraße 1; 2 (Karte)                                                                       | um 1800 (Wirtschaftsgebäude), 1871–1876 (Schloss), 1606 Ersterwähnung (Gutspark), um 1895 (Gutspark) | repräsentatives Schloss, Putzfassade mit Mansarddach und Turm, im Stil des Historismus, Verwalterhaus Reformstil-Architektur, Zufahrtsallee mit Kastanien, baugeschichtlich, ortsgeschichtlich und ortsbildprägend von Bedeutung | 09304011 |
|                                         | Einzeldenkmale o. g. Sachgesamtheit: Schloss, Gutsverwalterhaus, Torhaus (mit Stallanbau), ehemalige Orangerie, Einfriedung und Toranlage (siehe auch Sachgesamtheitsdokument – Obj. 09304011, Zeumestraße 1, 2) | Zeumerstraße 1; 2 (Karte)                                                                       | 1871–1876 (Schloss), um 1910 (Gutsverwalterhaus)                                                     | repräsentatives Schloss, Putzfassade mit Mansarddach und Turm, im Stil des Historismus, Verwalterhaus Reformstil-Architektur, baugeschichtlich, ortsgeschichtlich und ortsbildprägend von Bedeutung | 09292503 |
| Weitere Bilder                          | Gedächtniskirche: Kirche (mit Ausstattung), Kirchhof mit Einfriedung und Treppenanlage, Friedhofserweiterung mit Tor, Ploßgrabmal sowie Grabmal-Pyramide der Familie Eberstein | Zeumerstraße 4 (Karte)                                                                          | 1816–1820 (Kirche), 1869 (Kanzel), 1866 (Taufe), 1974 (Orgel), 1906 (3 Pastorenbildnisse)            | klassizistische Saalkirche mit umlaufenden Emporen im Innern, Westturm mit barockem Helmabschluss, baugeschichtlich, ortsgeschichtlich und kunstgeschichtlich von Bedeutung | 09260162 |
| Direkt Bild zu diesem Denkmal hochladen | Einzeldenkmal o. g. Sachgesamtheit: Vier Mehrfamilienhäuser einer Wohnanlage (siehe auch Sachgesamtheitsdokument – Obj. 09305890, Clara-Wieck-Straße 4-24) | Zittauer Straße 1; 3; 5; 7 (Karte)                                                              | 1926–1927 (Mehrfamilienwohnhaus)                                                                     | Putzfassade, Klinker-Erdgeschoss, siehe auch Clara-Wieck-Straße 4-12, baugeschichtlich und ortsentwicklungsgeschichtlich von Bedeutung | 09260334 |
|                                         | Doppelmietshaus (mit Schmidt-Rühl-Straße 38) in offener Bebauung und in Ecklage | Zittauer Straße 2 (Karte)                                                                       | um 1913 (Mietshaus)                                                                                  | mit Läden, Putzfassade, bleiverglaste Treppenhausfenster, Reformstil-Architektur, baugeschichtlich von Bedeutung | 09260851 |
| Direkt Bild zu diesem Denkmal hochladen | Einzeldenkmal o. g. Sachgesamtheit: Drei Mehrfamilienhäuser einer Wohnanlage, mit eingeschossigem Ladenbau neben Nr. 8 (siehe auch Sachgesamtheitsdokument – Obj. 09305890, Clara-Wieck-Straße 4-24) | Zittauer Straße 4; 6; 8 (Karte)                                                                 | 1926–1927 (Mehrfamilienwohnhaus)                                                                     | Putzfassade, Klinker-Erdgeschoss, siehe auch Clara-Wieck-Straße 14-24 und Löbauer Straße 32-38, baugeschichtlich und ortsentwicklungsgeschichtlich von Bedeutung | 09260333 |
| Direkt Bild zu diesem Denkmal hochladen | Mehrfamilienhaus | Zittauer Straße 10 (Karte)                                                                      | 1927 (Mietshaus)                                                                                     | bildet ein Drillingshaus mit Stöckelstraße 43 und Clara-Wieck-Straße 1, Putzfassade, Klinker-Erdgeschoss, Teil der kommunalen Wohnbebauung an der Zittauer Straße, baugeschichtlich von Bedeutung | 09260896 |
|                                         | Mietshauszeile (mit Stöckelstraße 40-46) in Ecklage | Zittauer Straße 11 (Karte)                                                                      | 1930–1935 (Wohnanlagenteil)                                                                          | Putzfassade, bauliche Einheit mit Stöckelstraße 40-46, Teil der kommunalen Wohnbebauung an der Stöckelstraße, baugeschichtlich von Bedeutung | 09260345 |
|                                         | Mietshaus in halboffener Bebauung | Zittauer Straße 13 (Karte)                                                                      | 1911–1916 (Mietshaus)                                                                                | Putzfassade, bleiverglaste Treppenhausfenster, Reformstil-Architektur, baugeschichtlich von Bedeutung | 09260322 |
|                                         | Mietshaus in geschlossener Bebauung | Zittauer Straße 15 (Karte)                                                                      | 1896 (Planung); 1898–1899 (Ausführung)                                                               | Putzfassade mit reicher Stuckgliederung, baugeschichtlich von Bedeutung | 09260853 |
| Weitere Bilder                          | Mehrfamilienhäuser (Paul-Heyse-Straße 48 und Zittauer Straße 17, 19) einer Wohnanlage, mit Vorgärten | Zittauer Straße 17; 19 (Karte)                                                                  | um 1930 (Mehrfamilienwohnhaus)                                                                       | Putzfassade mit Putz- und Klinkergliederung, in gestalterisch anderer Form als die Städtische Wohnanlage Lindenallee (siehe auch Paul-Heyse-Straße 47-61, 52-66, Löbauer Straße 2-12), zu der diese Baugruppe städtebaulich wichtigen Bezug hat, baugeschichtlich von Bedeutung | 09260791 |
| Weitere Bilder                          | Einzeldenkmal o. g. Sachgesamtheit: Drei Mehrfamilienhäuser (Paul-Heyse-Straße 52 und Zittauer Straße 18, 20) einer Wohnanlage (siehe auch Sachgesamtheitsdokument – Obj. 09305889, Schönefelder Allee 8-25) | Zittauer Straße 18; 20 (Karte)                                                                  | 1927–1930 (Mehrfamilienwohnhaus)                                                                     | mit Läden, Putzfassade mit Putz- und Klinkergliederung, siehe auch Paul-Heyse-Straße 54-66 und Löbauer Straße 8-12, baugeschichtlich, kunsthistorisch und städtebaulich von Bedeutung | 09260792 |
| Direkt Bild zu diesem Denkmal hochladen | Einzeldenkmal o. g. Sachgesamtheit: Vier Mehrfamilienhäuser einer Wohnanlage, mit Nebengebäude im Hof (siehe auch Sachgesamtheitsdokument – Obj. 09305889, Schönefelder Allee 8-25) | Zittauer Straße 21; 23; 25; 27 (Karte)                                                          | 1927–1930 (Mehrfamilienwohnhaus)                                                                     | Putzfassade mit Putz- und Kunststeingliederung, siehe auch Paul-Heyse-Straße 33-45, Heinkstraße 1, 3 und Schönefelder Allee 13-18, baugeschichtlich, kunsthistorisch und städtebaulich von Bedeutung | 09260786 |
|                                         | Einzeldenkmal o. g. Sachgesamtheit: Vier Mehrfamilienhäuser (Zittauer Straße 22, 24 mit Paul-Heyse-Straße 47 und Schönefelder Allee 19) einer Wohnanlage (siehe auch Sachgesamtheitsdokument – Obj. 09305889, Schönefelder Allee 8-25) | Zittauer Straße 22; 24 (Karte)                                                                  | 1927–1930 (Mehrfamilienwohnhaus)                                                                     | Putzfassade mit Putz- und Kunststeingliederung, siehe auch Paul-Heyse-Straße 49-61, Schönefelder Allee 20-25 und Löbauer Straße 2-6, baugeschichtlich, kunsthistorisch und städtebaulich von Bedeutung | 09305802 |

## Ehemalige Kulturdenkmale
| Bild                                    | Bezeichnung          | Lage                              | Datierung                                                      | Beschreibung | ID       |
| --------------------------------------- | -------------------- | --------------------------------- | -------------------------------------------------------------- | --- | -------- |
| Direkt Bild zu diesem Denkmal hochladen | Mietshaus            | Dimpfelstraße 40 (Karte)          | um 1880 (Mietshaus)                                            | Mietshaus in geschlossener Bebauung (Putzfassade) | 09260216 |
|                                         | Mietshaus            | Gorkistraße 52 (Karte)            | um 1880 (Mietshaus)                                            | Mietshaus in geschlossener Bebauung mit Tordurchfahrt (Klinkerfassade) | 09260008 |
| Direkt Bild zu diesem Denkmal hochladen | Doppelmietshaus      | Gorkistraße 89; 91 (Karte)        | um 1910 (Doppelmietshaus)                                      | Doppelmietshaus in geschlossener Bebauung (Putz-Klinker-Fassade) | 09260109 |
| Direkt Bild zu diesem Denkmal hochladen | Mietshaus            | Gorkistraße 111 (Karte)           | 1910 (Mietshaus)                                               | Mietshaus in geschlossener Bebauung (Putzfassade) | 09260860 |
| Direkt Bild zu diesem Denkmal hochladen | Mietshaus            | Heinrich-Schmidt-Straße 2 (Karte) | 1910 (Mietshaus)                                               | Mietshaus in halboffener Bebauung (Putzfassade) | 09260729 |
| Direkt Bild zu diesem Denkmal hochladen | Wohnhaus             | Ossietzkystraße 26 (Karte)        | 2. Drittel 19. Jh. (Wohnhaus)                                  | Wohnhaus in offener Bebauung und Hofpflasterung (Putzfassade) | 09260059 |
| Direkt Bild zu diesem Denkmal hochladen | Fabrikgelände        | Rackwitzer Straße 24; 26 (Karte)  | 1898–1899 (Wohn- und Kontorgebäude); 1898–1899 (Fabrikgebäude) | Fabrikgelände mit Kontor-Pförtner-Haus am Eingang (ohne Anbau), giebelständigem Fabrikgebäude auf dem heutigen Tankstellengelände (Nr. 26, Putzfassade), Werkhalle in rückwärtiger Lage zur Parthe bzw. Brandenburger Straße hin (um 1925, Putzfassade mit Klinkergliederung), Fabrikgebäude mit Schornstein und ehemals Maschinenhalle hinter dem Kontor (Nr. 24); | 09260360 |
| Direkt Bild zu diesem Denkmal hochladen | Mietshaus            | Schmidt-Rühl-Straße 17 (Karte)    | 1900/1905 (Mietshaus)                                          | Mietshaus in ehemals geschlossener Bebauung (teilweise farbige Treppenhausfenster; Putzfassade) | 09260015 |
| Direkt Bild zu diesem Denkmal hochladen | Mietshaus            | Schmidt-Rühl-Straße 19 (Karte)    | 1900/1905 (Mietshaus)                                          | Mietshaus in geschlossener Bebauung (Putzfassade) | 09260016 |
| Direkt Bild zu diesem Denkmal hochladen | Mietshaus            | Schmidt-Rühl-Straße 21 (Karte)    | um 1900 (Mietshaus)                                            | Mietshaus in geschlossener Bebauung (Putzfassade; bleiverglaste Treppenhausfenster) | 09260017 |
| Direkt Bild zu diesem Denkmal hochladen | Schmiedeeisernes Tor | Schreiberstraße 6 (Karte)         | um 1890 (Tor)                                                  | Schmiedeeisernes Tor zwischen Schreiberstraße Nr. 4 und 6 (zweiflüglig); ist Grundstück zu Nr. 6 | 09260013 |